# Gisement de schiste bitumineux d'Autun

Localisation du gisement sur la carte de France.

Le gisement de schiste bitumineux d'Autun est un bassin sédimentaire renfermant du schiste bitumineux d'âge autunien (−299 et −282 millions d'années) dans les environs de la ville d'Autun en Saône-et-Loire dans le Centre-Est de la France.
L'extraction du schiste commence en 1824 à Igornay. De l'huile de schiste est produite dès 1837 pour l'éclairage public et les installations sont améliorées en permanence pour diversifier la production. La mine des Télots est la plus importante, elle est notamment équipée d'une raffinerie en 1936 et emploie plusieurs centaines d'ouvriers qui produisent du carburant pour automobile. Cette mine est la dernière à fermer en 1957. La production totale du gisement est estimée à 13 millions de tonnes.
Des vestiges de cette activité (ruines et terrils) subsistent au début du XXIe siècle, en particulier à Dracy-Saint-Loup, Saint-Forgeot et Tavernay.

## Situation

Carte des communes de Saône-et-Loire, présentant l'étendue du gisement en noir et la mine des Télots en rouge.

Le gisement est situé dans une vallée du Morvan, sur les territoires des communes d'Autun, Dracy-Saint-Loup, Igornay, Saint-Forgeot, Tavernay et d'autres communes voisines, dans le nord du département de Saône-et-Loire, en région de Bourgogne-Franche-Comté, dans le Grand Est français.
Le bassin sédimentaire forme une dépression souterraine suivant une orientation est-ouest sur 30 km. La largeur maximale atteint 12 km.
Le bassin d'Autun est directement voisin du bassin houiller d'Épinac, les deux gisements se superposent et sont même exploités ensemble à Sully et Saint-Léger-du-Bois.

## Géologie
Le gisement de schiste bitumineux d'Autun a donné son nom à la période géologique à laquelle il s'est formé : l'Autunien qui s'étage entre −299 et −282 millions d'années mesure 1,3 km d'épaisseur, jamais entièrement traversé, le puits le plus profond (la Brasserie) faisant 463 mètres. Les couches de schiste bitumineux sont entrecoupées par des sédiments détritiques fins dont du calcaire. Les couches forment des lentilles dont l'épaisseur et la qualité varient fortement. Le gisement s'appuie sur le socle houiller du Stéphanien d'Épinac.
Le bassin est divisé en deux strates, elles-mêmes subdivisées en deux assises :
- Autunien inférieur :
  - L'assise d'Igornay repose directement sur le terrain houiller de Moloy (Saint-Léger-du-Bois), elle mesure 150 à 230 mètres d'épaisseur alternant entre couches bitumineuses et non-bitumineuses recouvertes par une importante couche de grès ;
  - L'assise de Muse mesure 400 mètres d'épaisseur, elle inclut également des couches bitumineuses (couches de Laly et de Muse) ;
- Autunien supérieur :
  - L'assise de Surmoulin (Dracy-Saint-Loup) mesure 250 mètres d'épaisseur et inclut, dans sa partie inférieure, la grande couche de schiste bitumineux de Surmoulin ;
  - L'assise de Millery (Saint-Forgeot) mesure également 250 mètres de schiste traversé par de la roche détritique. Elle possède dix couches bitumineuses notamment exploitées par la mine des Télots. La couche supérieure est composée de boghead, un type de charbon bitumineux.

## Histoire
Le gisement est découvert en 1813 à Igornay et l’extraction commence en 1824 sur cette commune. De l'huile de schiste est produite de façon industrielle dès 1837 pour l'éclairage public de plusieurs grandes villes comme Paris, Lyon, Dijon ou Strasbourg,,,. Pour cela, le schiste est concassé puis chauffé à une température comprise entre 450 et 500 °C dans un espace confiné, privé d'air. La vapeur qui s'en échappe est alors condensée pour obtenir de la matière liquide proche du pétrole. En 1847, l'huile lampante autunoise est confrontée à la concurrence du gaz de houille mais la production repart rapidement à la hausse.
Les années 1864 et 1865 sont marquées par une période d'apogée où les actionnaires obtiennent un bénéfice de 30 %. En 1865, 6 700 tonnes d'huiles sont extraites à partir des schistes bitumineux avec une vingtaine de sites d'extraction et seize usines de traitement.
À la fin du XIXe siècle, le schiste est extrait jusqu’à 300 mètres sous terre. Avec l'arrivée de la concurrence du pétrole américain et russe en 1870, plusieurs concessions disparaissent. En 1881, la Société lyonnaise des schistes bitumineux (SLSB) rachète plusieurs concessions subsistantes pour relancer la production avec de nouveaux capitaux privés et l'aide de l'État, elle obtient le monopole en 1891. Les installations de surface se complètent progressivement de 1840 à 1870 notamment pour produire de l'huile, de la paraffine, des sulfates et de l'ammoniaque. Ces derniers produits sont abandonnés après la Première Guerre mondiale,,,,,.
En 1892, l'État diminue les taxes douanières sur les pétroles étrangers, ce qui augmente leur compétitivité face au pétrole de schiste autunois. Pour compenser, des primes sont mises en place, ce qui permet de moderniser les installations, en augmentant de 30 % le rendement de l'huile brute. À la suite de la mobilisation de 1914, les mines et usines de Ravelon (Dracy-Saint-Loup) et de la Margenne (Monthelon) sont contraintes de fermer. L'exploitation est concentrée aux Télots et à Surmoulin (Dracy-Saint-Loup). En 1933, une loi permet l'exonération fiscale des essences issues de l'huile de schiste, ce qui ouvre de nouvelles perspectives. Les réformes sociales mises en place par le Front populaire en 1936 diminuent la rentabilité de la SLSB. Une nouvelle compagnie, la Société Minière des Schistes Bitumineux (SMSB) est créée avec l'appui financier de Pechelbronn SAEM. Les dirigeants s'engagent à sextupler la production en extrayant 3 000 tonnes de schiste par jour et en distiller 5 000 m3 d'hydrocarbures par mois ; objectifs abandonnés à la Libération car inatteignables. Pendant la Reconstruction, la mécanisation permet de maintenir la production à 300 000 tonnes de schiste extraites par an, le rendement se montre supérieur à ceux de la plupart des mines de charbon de l'époque.
L'activité cesse le 31 août 1957 aux Télots à cause de la concurrence du pétrole liquide, plus facile à exploiter, et en raison de l'arrêt des subventions de l'État. La SMSB est dissoute le 11 décembre 1958.

## Concessions

Les concessions du gisement de schiste d'Autun.

- Zones exploitées
- Zones exploitées par la mine des Télots
- Agglomération d'Autun
- Limites de concessions
- Limites communales

| Nom                 | Surface | Institution      |
| ------------------- | ------- | ---------------- |
| Igornay             | 522     | 29 juillet 1841  |
| Millery             | 522     | 11 juillet 1843  |
| Surmoulin           | 1068    | 4 novembre 1843  |
| Dracy-Saint-Loup    | 398     | 4 novembre 1843  |
| Saint-Léger-du-Bois | 515     | 14 février 1846  |
| Comaille            | 331     | 31 août 1847     |
| Petite-Chaume       | 280     | 25 juillet 1855  |
| Poisot              | 638     | 17 décembre 1856 |
| Chambois            | 1130    | 27 juillet 1859  |
| Ruet                | 810     | 21 octobre 1861  |
| Abots               | 305     | 8 mai 1862       |
| Chevigny            | 304     | 25 juillet 1864  |
| Ravelon             | 610     | 1er août 1864    |
| Lally               | 278     | 4 décembre 1864  |
| Saint-Forgeot       | 364     | 18 février 1865  |
| Thélot              | 518     | 22 avril 1865    |
| Hauterive           | 518     | 20 août 1865     |
| Margenne            | 243     | 6 février 1877   |
| Cerveau             | 327     | ?                |
| Champsigny          | 113     | ?                |
| Miens               | 486     | ?                |

### Concessions des Abots et de Dracy-Saint-Loup
Ces deux concessions exploitent exclusivement du schiste bitumineux sur la commune de Dracy-Saint-Loup avec abattage par chambres et piliers, les travaux souterrains atteignent une cinquantaine de mètres de profondeur.
Au début du XXIe siècle, subsistent le terril de l'usine et la tranchée d'accès inondée de la descenderie Duverne.

La descenderie Duverne.
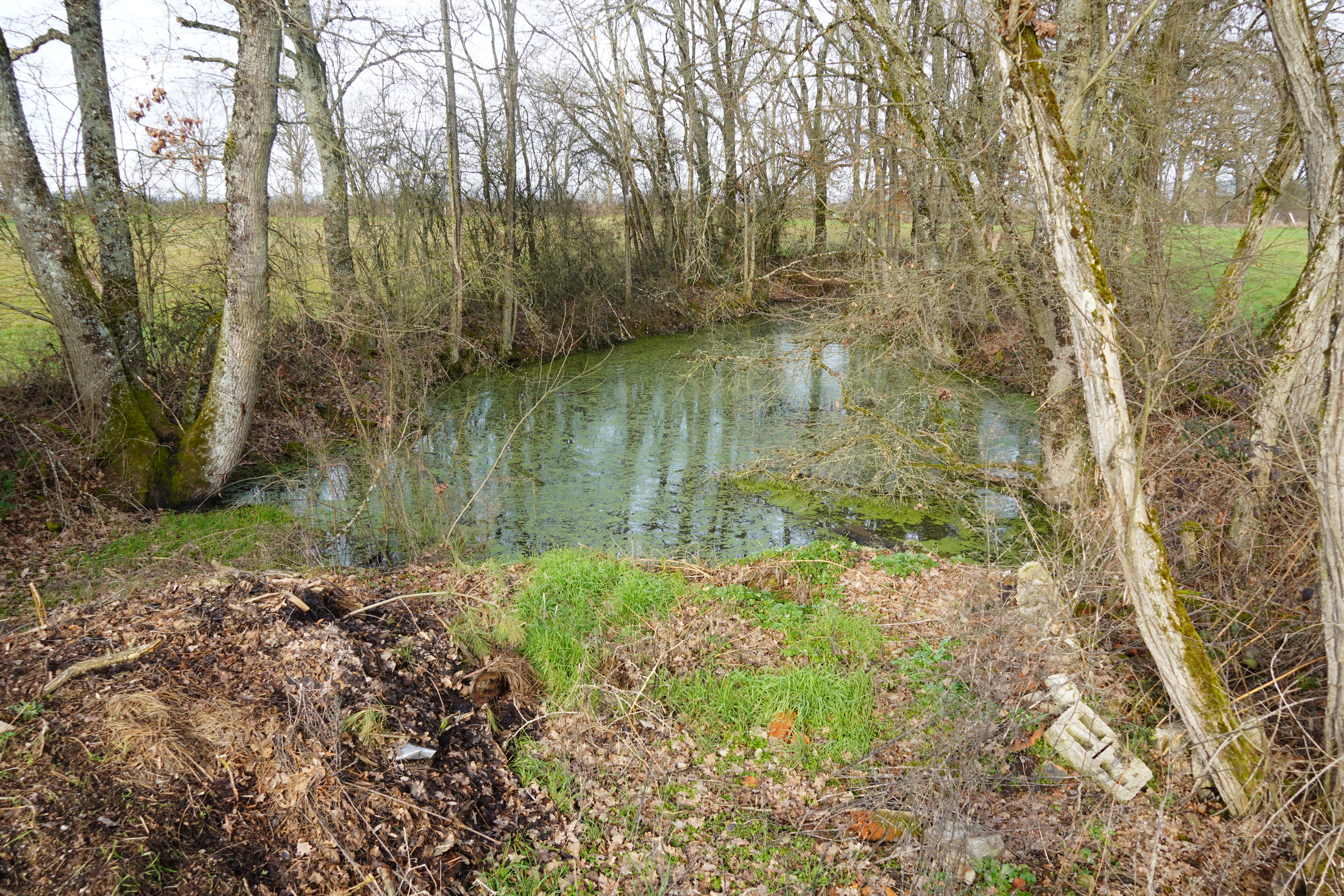
La tranchée d'accès inondée.
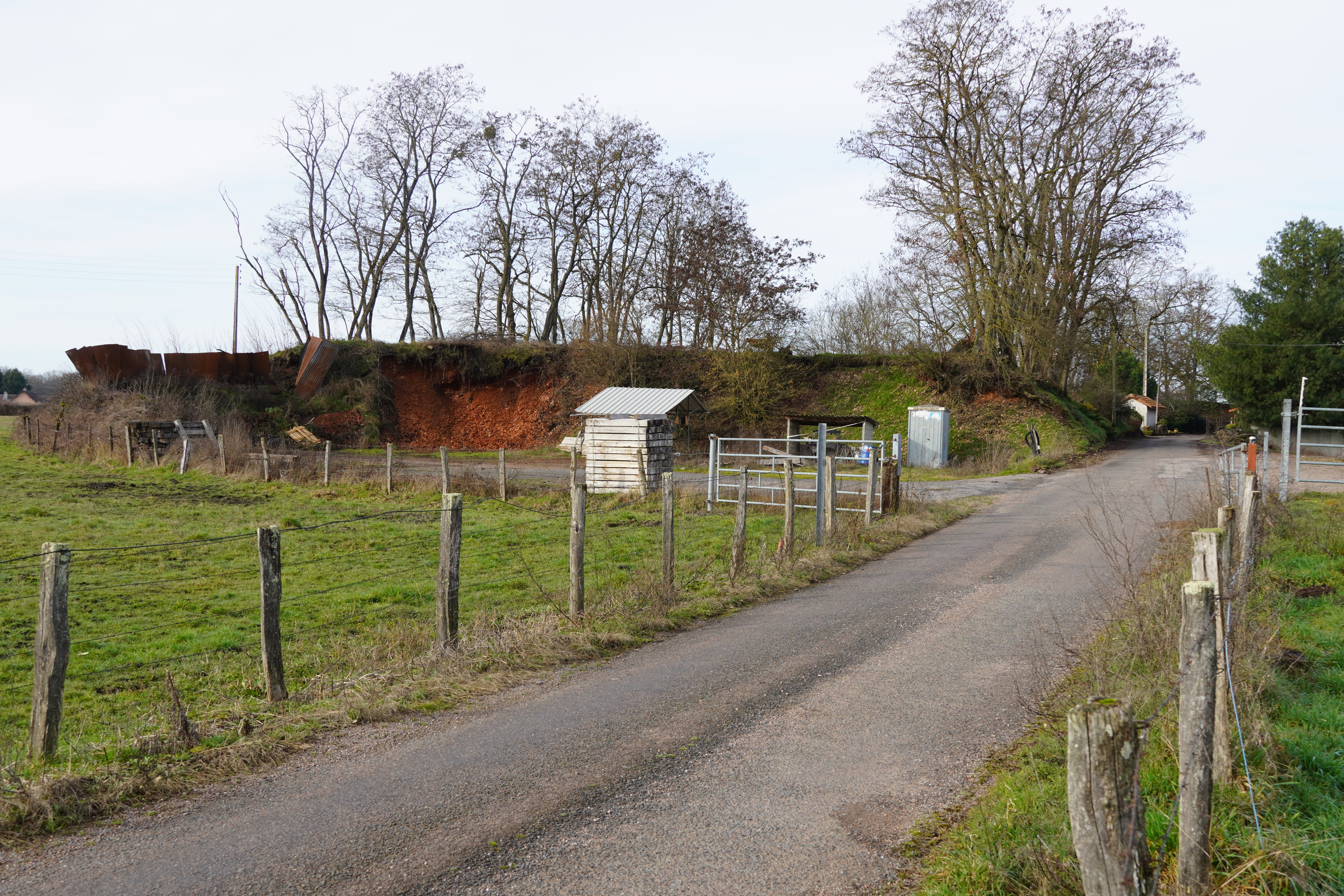
Le terril.
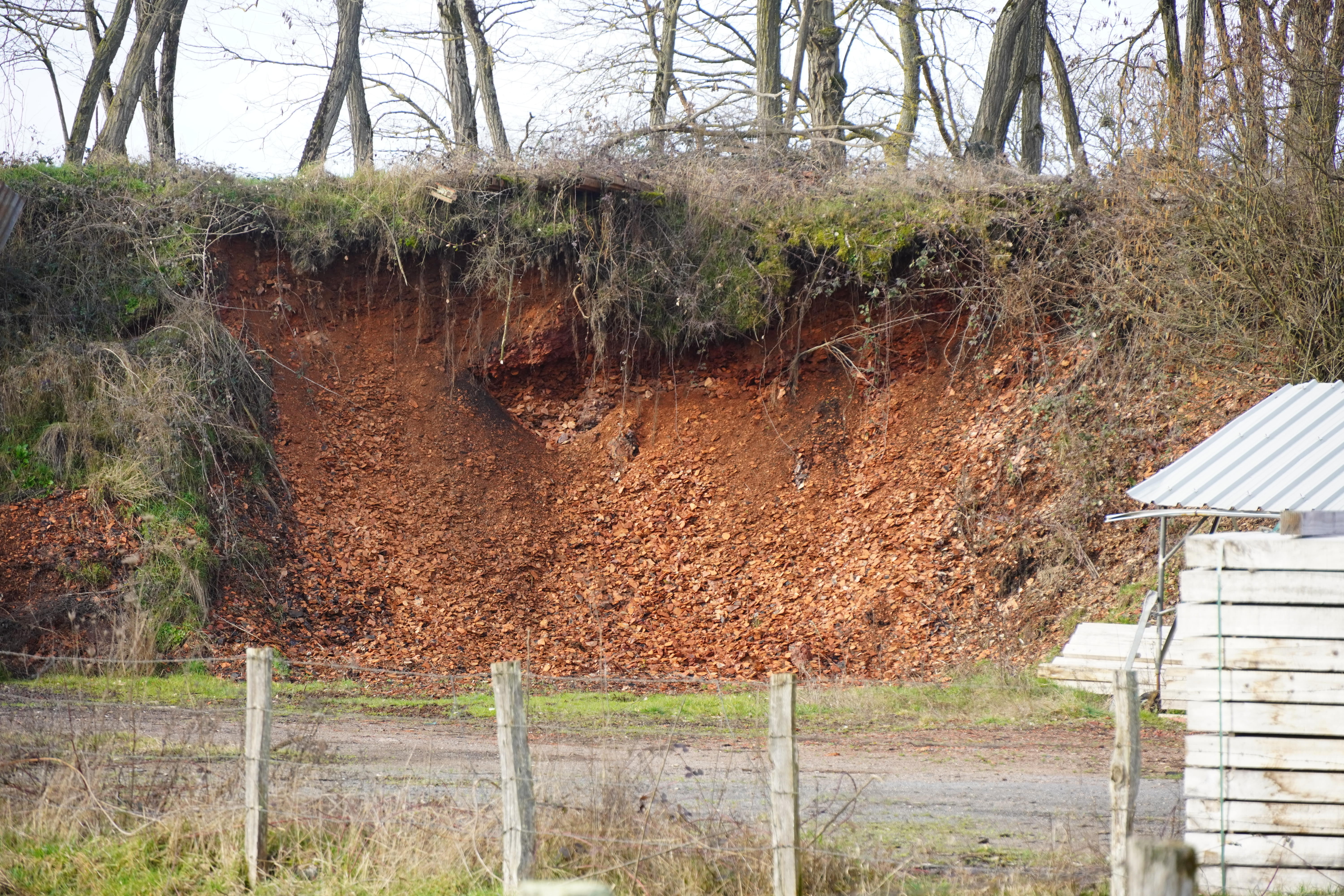
Détail.

### Concession du Cerveau
Cette concession exploite uniquement du schiste bitumineux sur la commune de Curgy avec abattage par galerie de traçage, recoupée, les travaux souterrains ne dépassent pas 18 mètres de profondeur.
Au début du XXIe siècle, subsistent quelques affaissements au niveau des accès miniers.

### Concession de Chambois
Cette concession exploite exclusivement de la houille, contrairement aux autres, sur la commune de Tavernay avec abattage par chambres et piliers abandonnés et remblayage partiel, les travaux souterrains atteignent 82 mètres de profondeur. Les puits de charbon sont implantés à Chambois, à Saint-Romain (deux puits) et à Polroy et sont exploités au XIXe siècle.
Au début du XXIe siècle, subsistent des terrils et un enfoncement de puits.

Vestiges des mines de houille de Chambois.
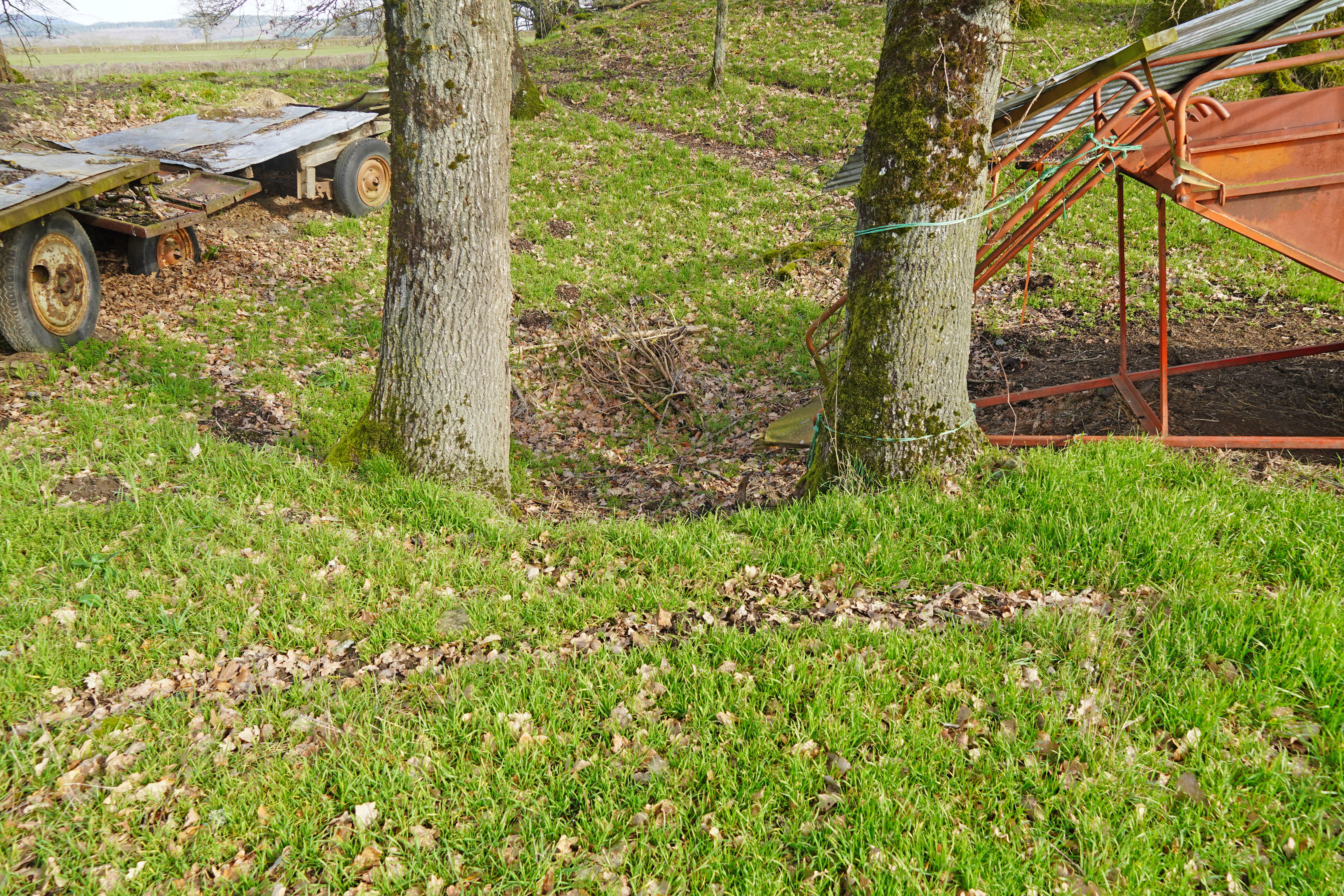
Le puits no 5 entre les deux troncs.
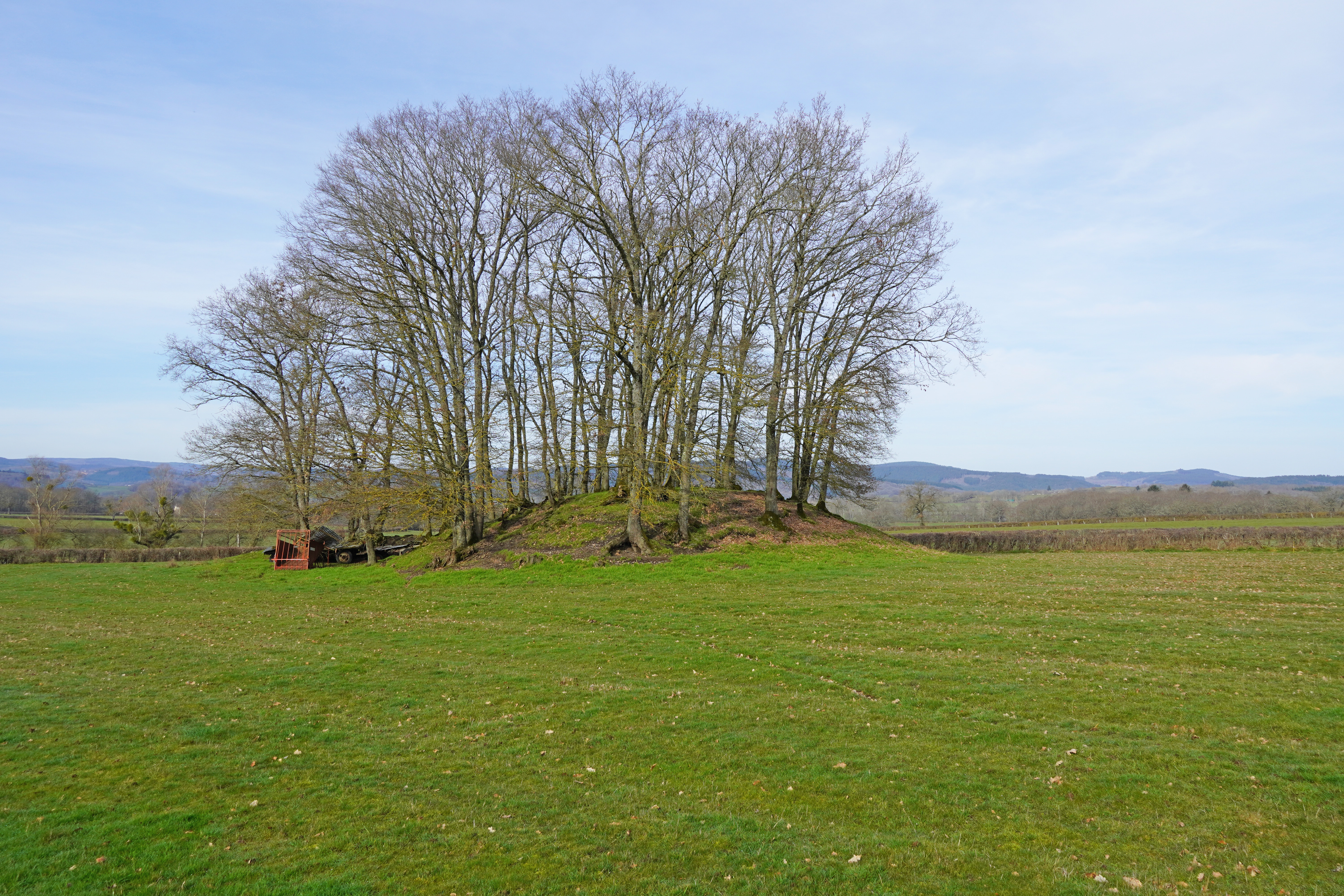
Le terril du puits no 5.
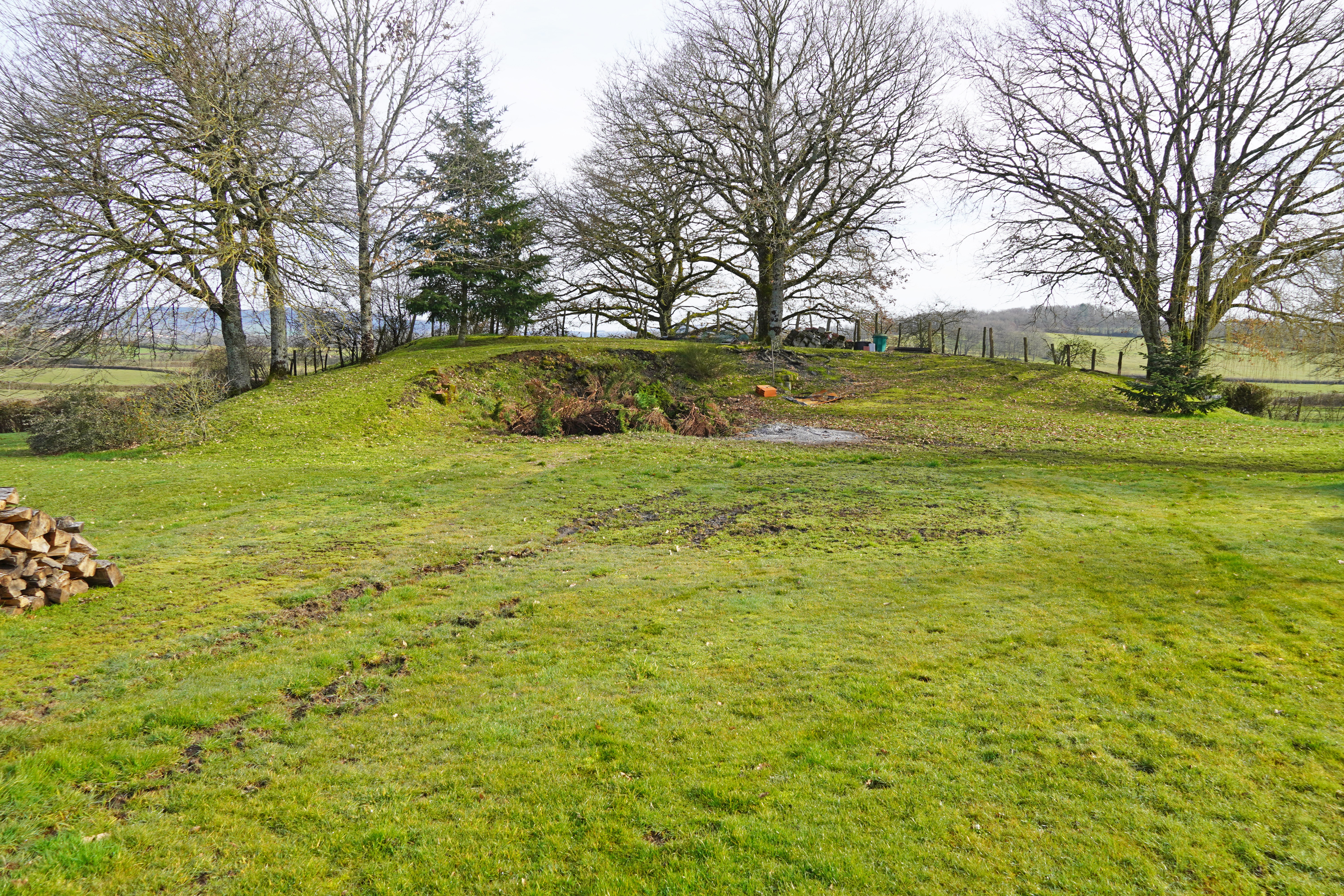
Le terril du puits Saint-Georges.

### Concession de Millery, Saint-Forgeot, Surmoulin et les Télots
La concession des Télots est accordée en 1865, elle exploite le schiste uniquement, sur la commune de Saint-Forgeot avec abattage par différentes méthodes, telles que les chambres et piliers abandonnés, les tailles chassantes et le foudroyage. Les travaux atteignent une centaine de mètres de profondeur. La raffinerie complète l'usine de distillation du pétrole en 1936 et emploie plusieurs centaines d'ouvriers qui produisent du carburant pour automobile,. Sous l'Occupation, ce site est stratégique pour l'armée allemande qui le surveille et des actes de sabotages mineurs sont menés par la résistance locale et les alliés (notamment les raids Scullion). En représailles les miliciens exécutent cinq ouvriers.

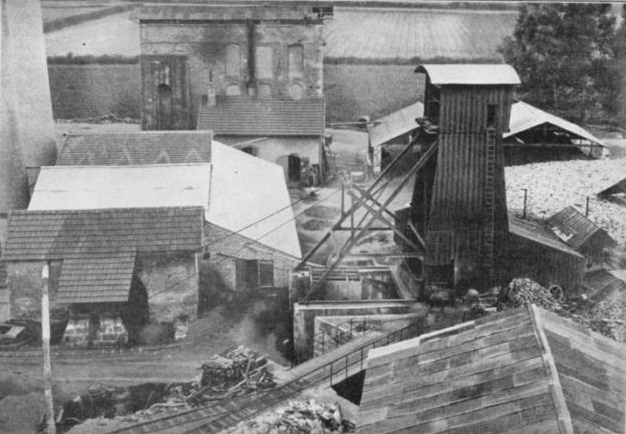
Le chevalement d'un puits d'extraction.
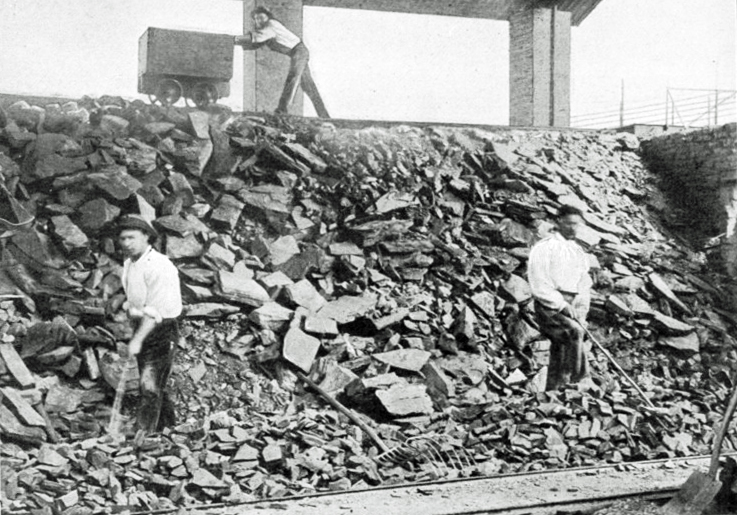
La préparation du schiste.
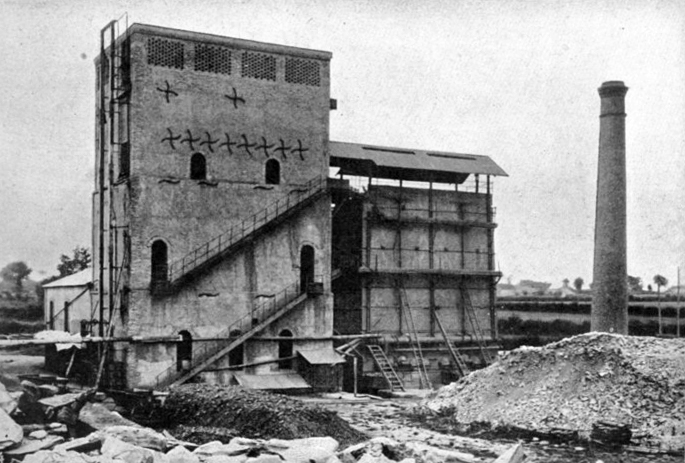
Le concassage-stockage.
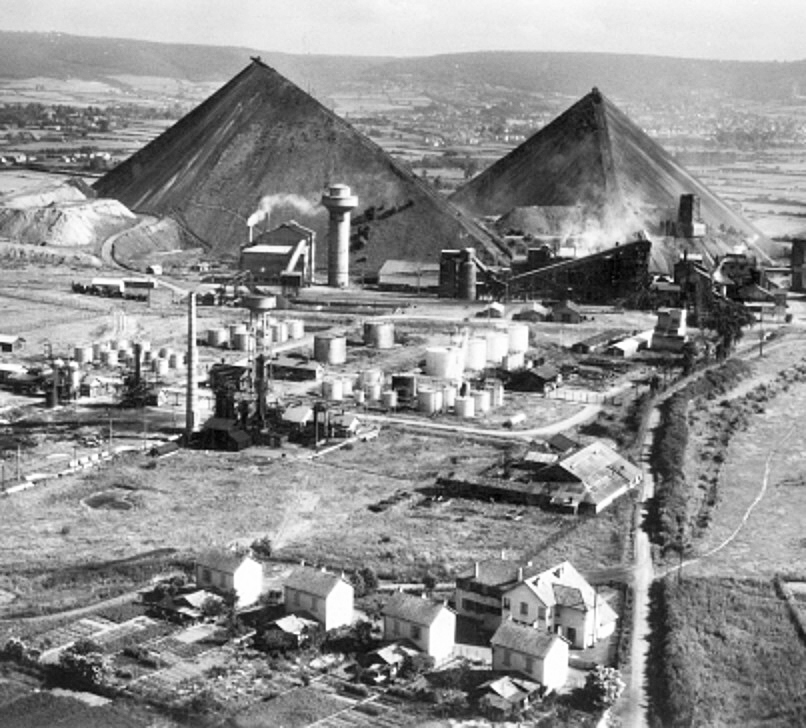
Vue générale.

À la fermeture en 1957, le site est démantelé et partiellement démoli. Des vestiges des installations (ruines) et deux grands terrils marquant le paysage subsistent au début du XXIe siècle,,, envahi par une végétation particulière étudiée pour sa biodiversité. Les Télots sont reconnus comme zone naturelle d'intérêt écologique, faunistique et floristique (ZNIEFF).

Les vestiges miniers des Télots.
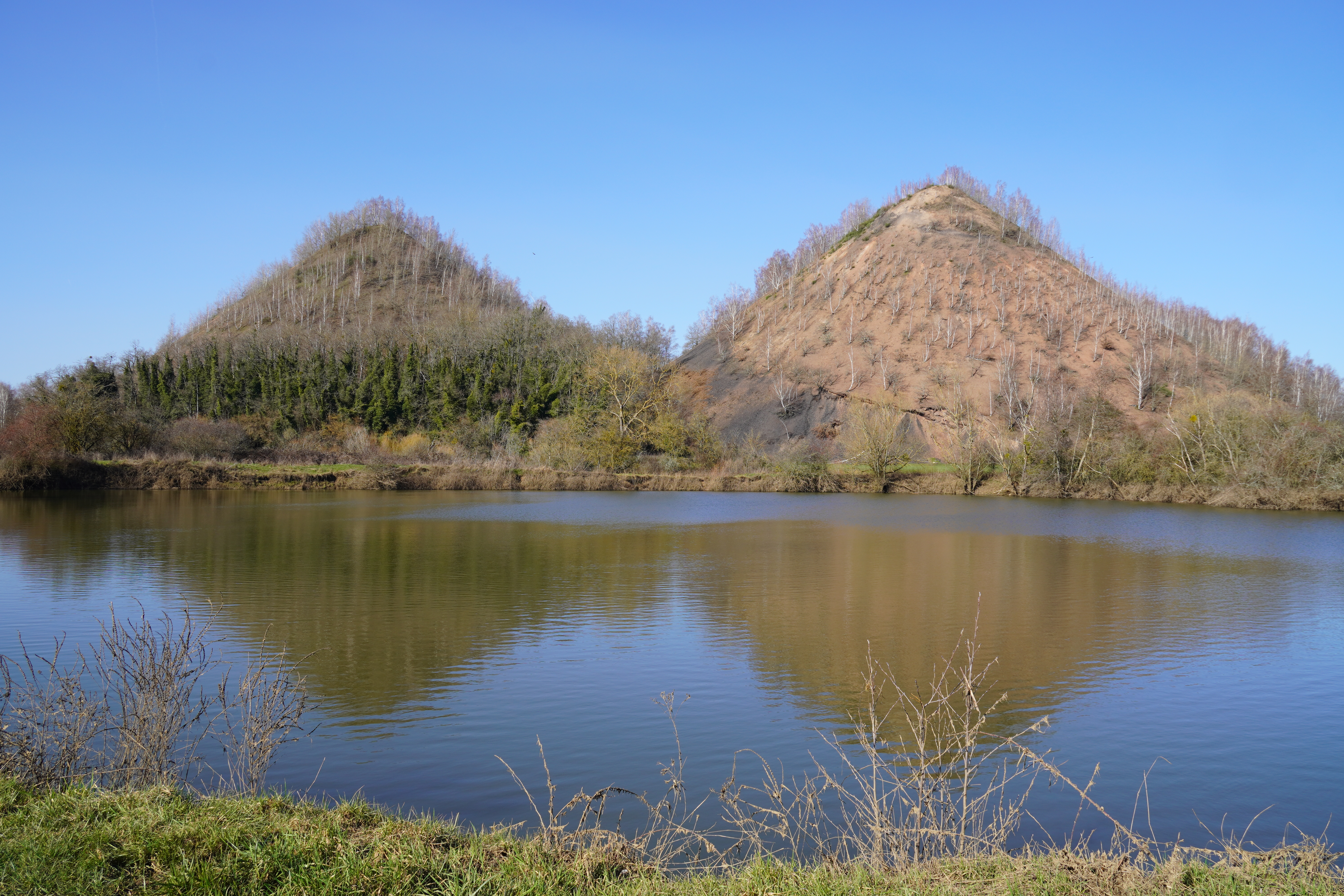
Les deux terrils.
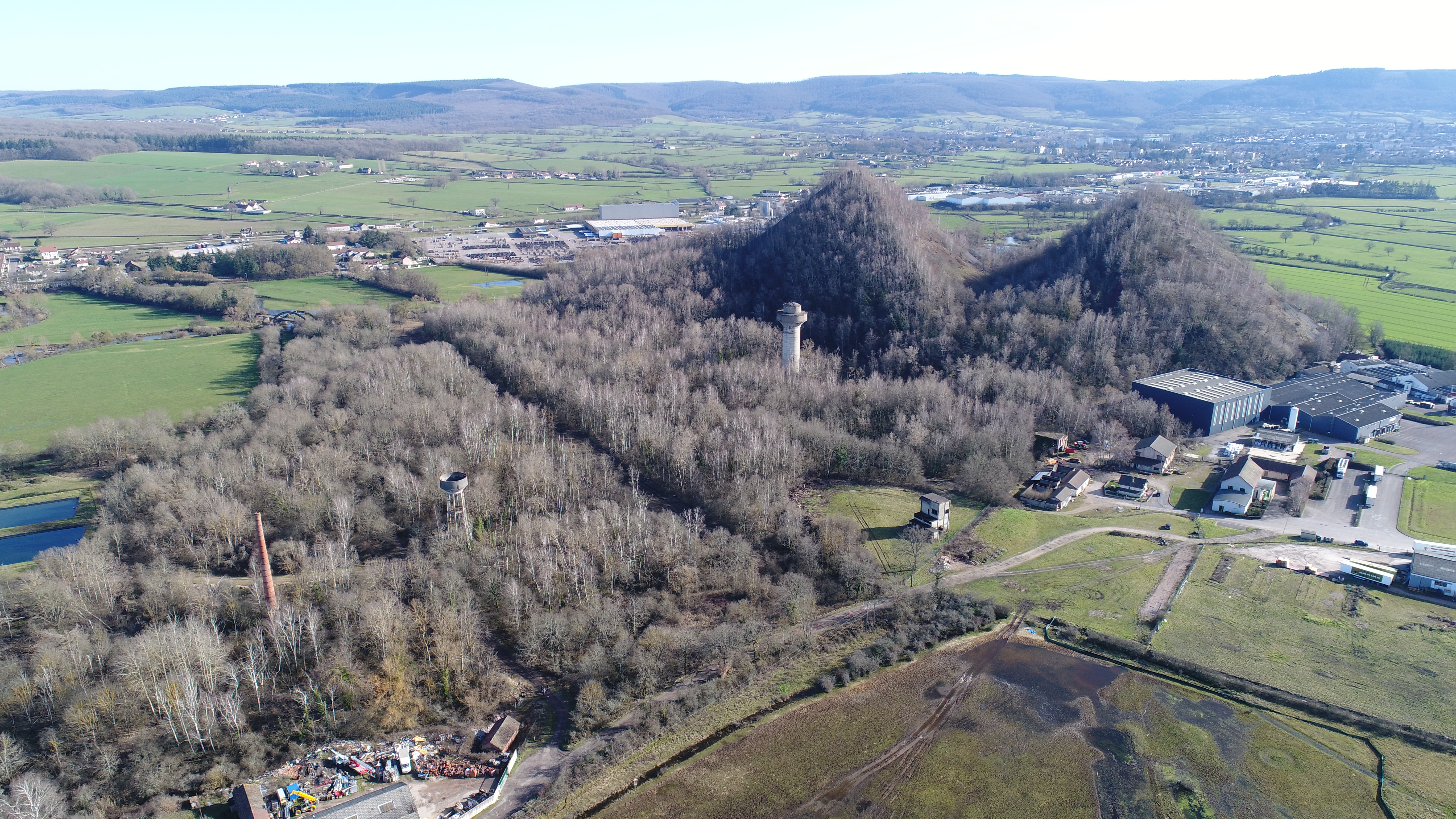
Vue générale aérienne.
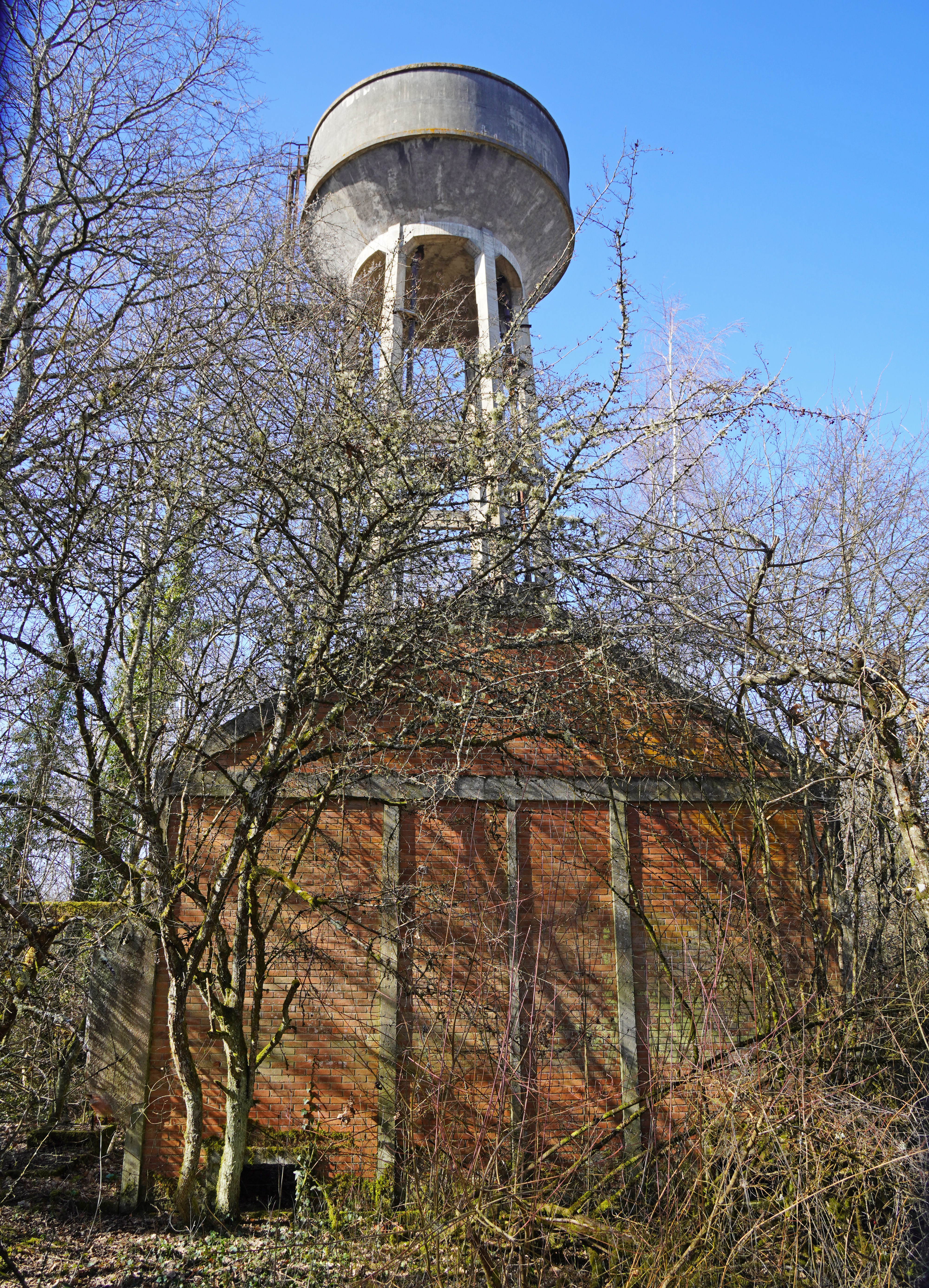
Château d'eau.
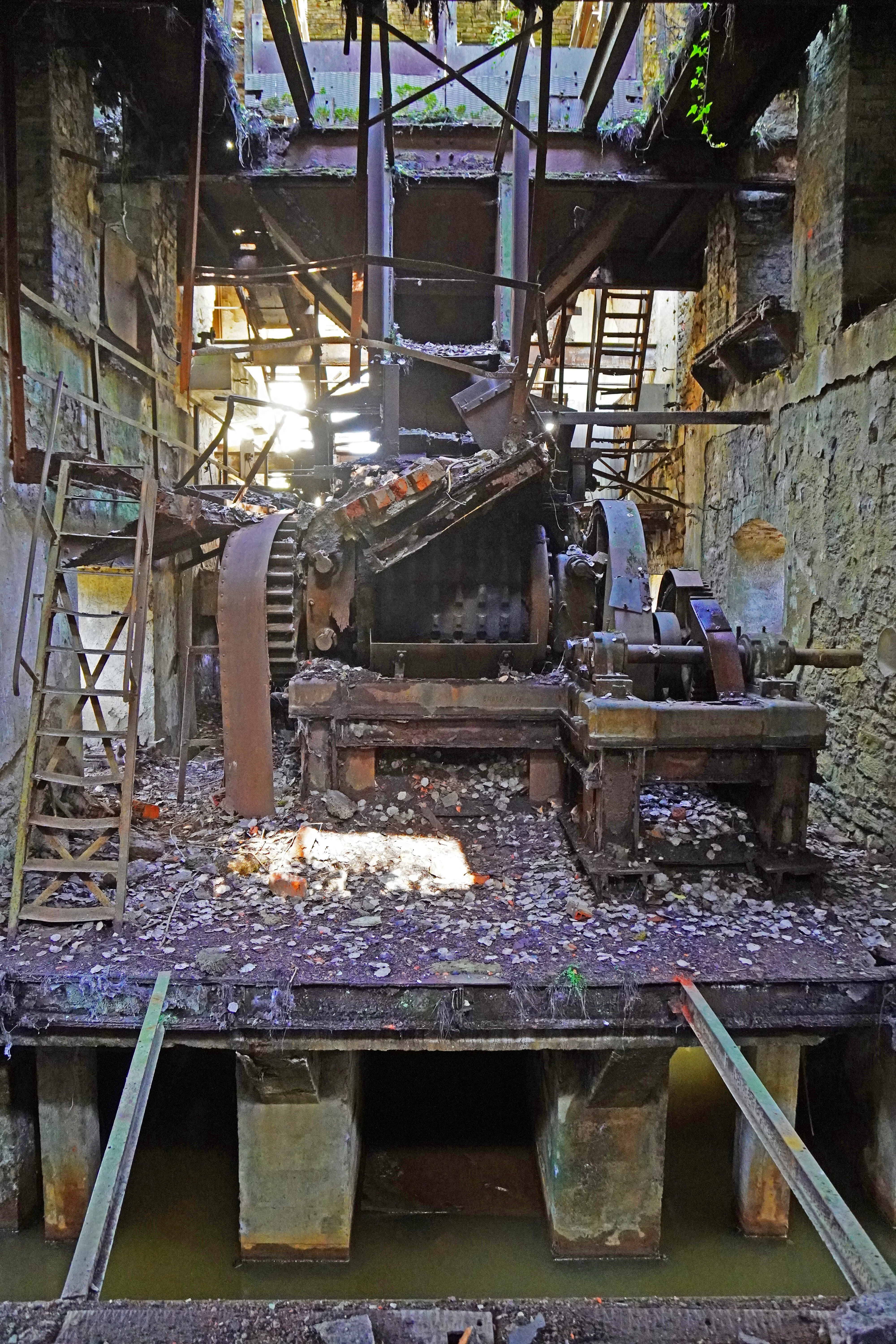
Concasseur.
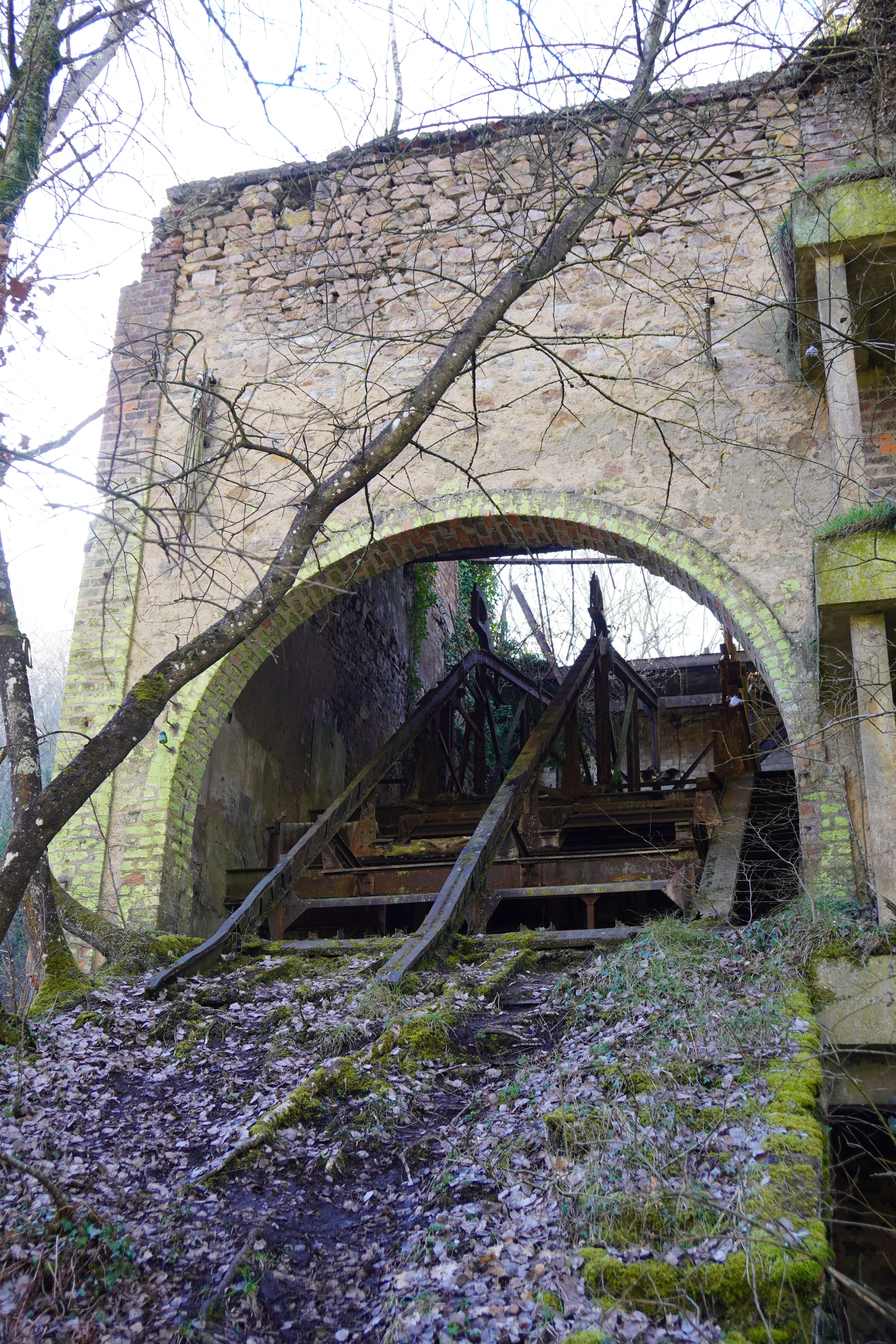
Machinerie de la descenderie.

La descenderie de Millery communique avec les travaux des Télots par la dixième couche. L'entrée remblayée et le bâtiment du treuil sont toujours visibles au début du XXIe siècle,.

Le carreau de Millery.
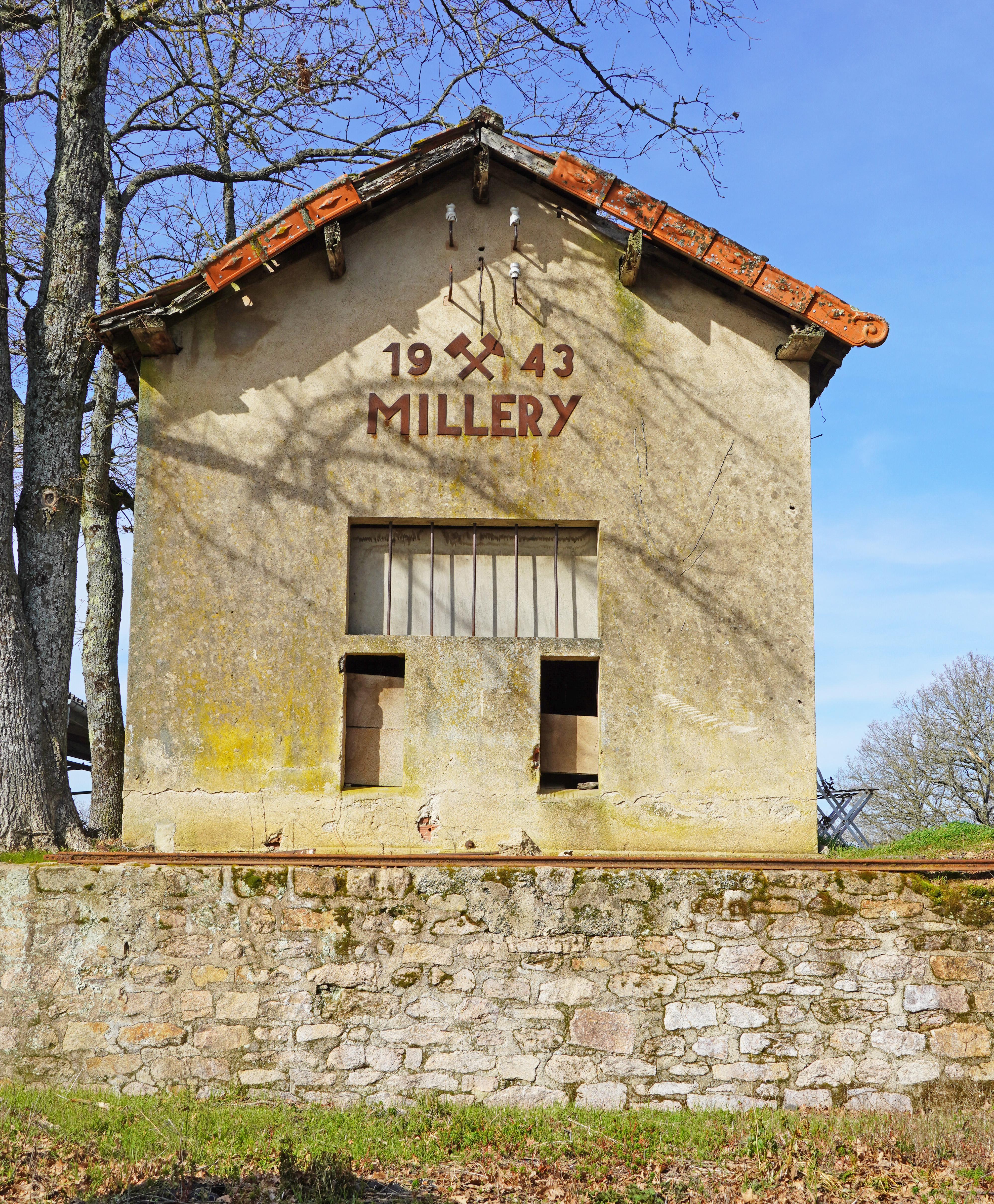
Treuil.
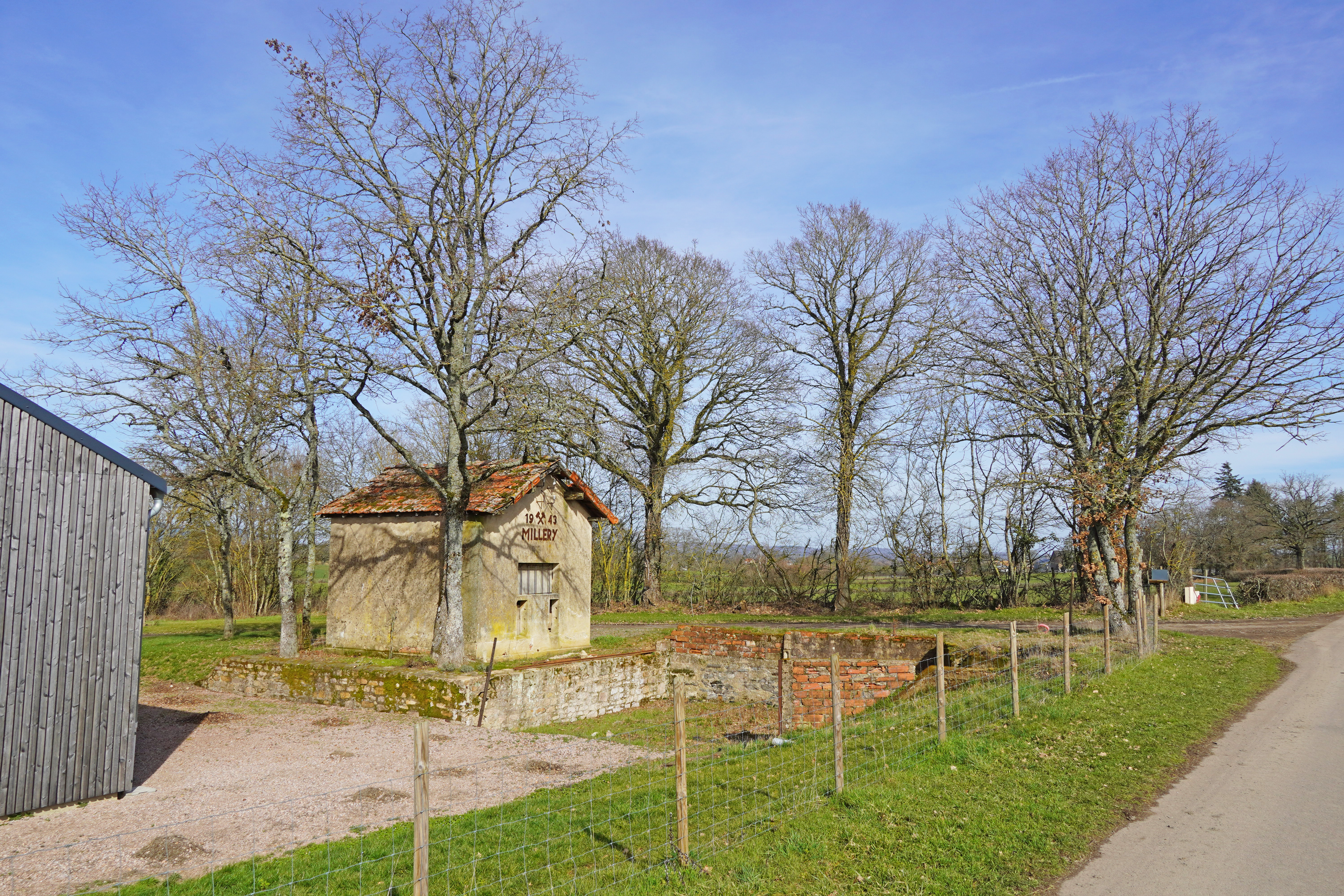
Vue d'ensemble.
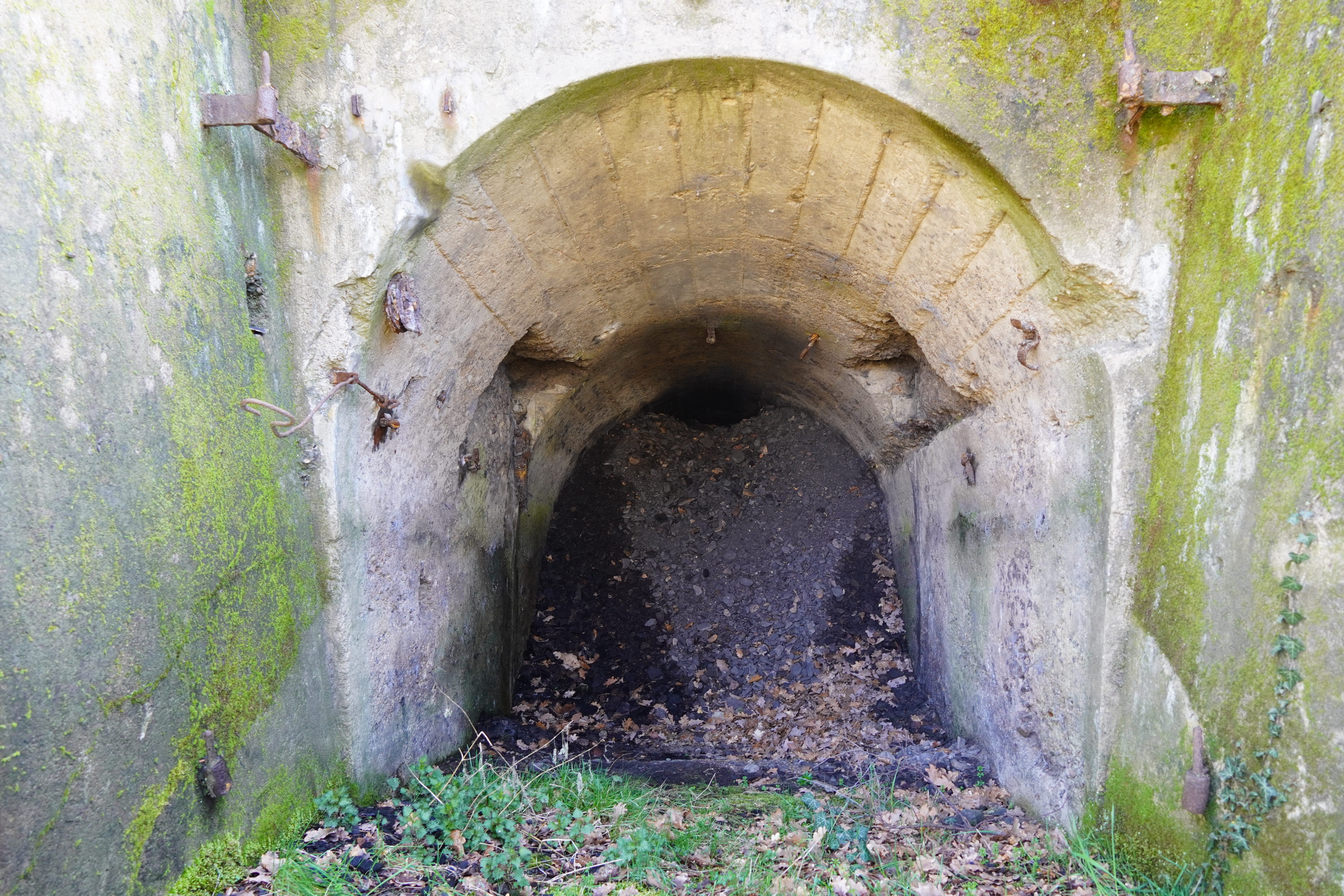
L'entrée remblayée.
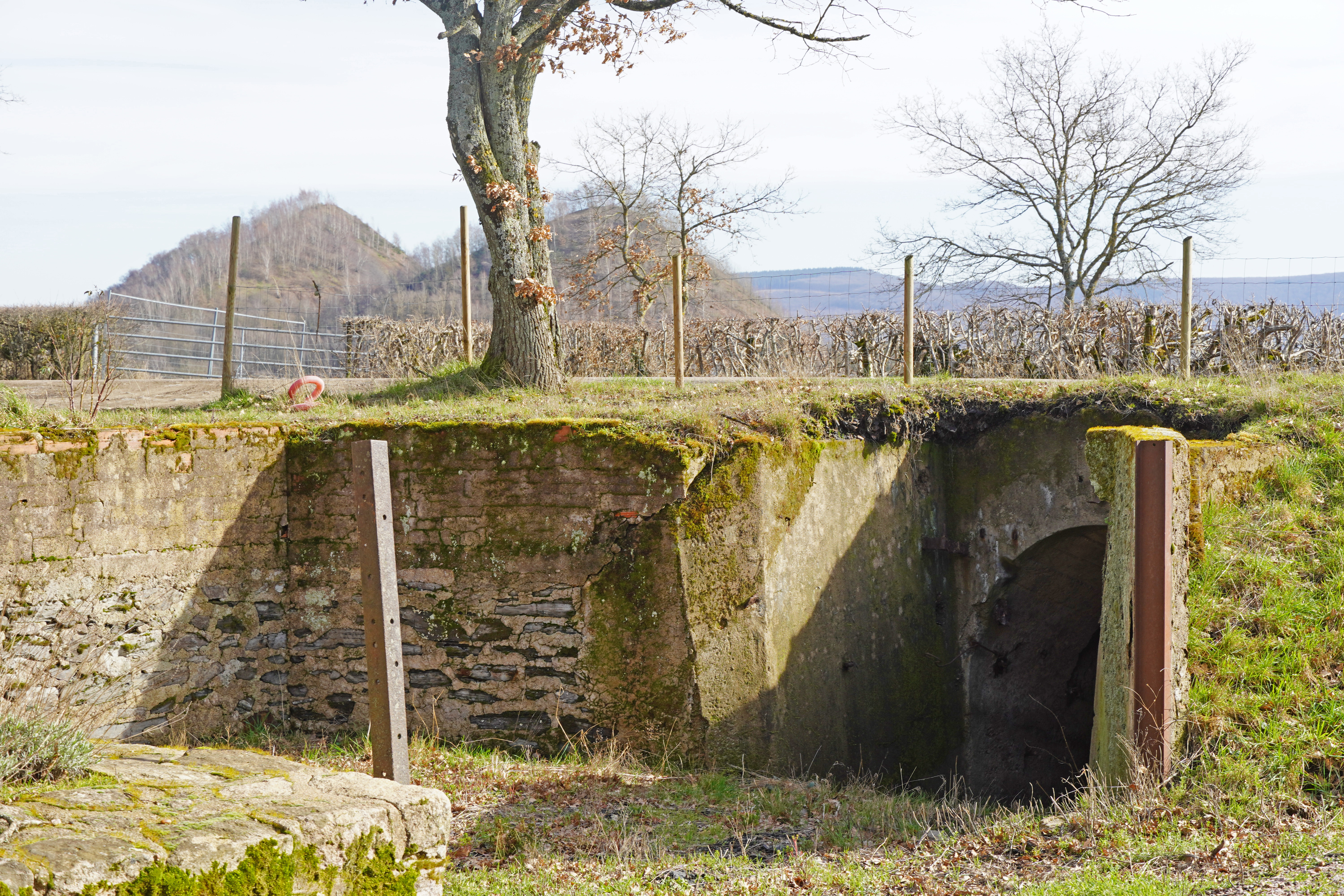
L'entrée avec les terrils des Télots en arrière-plan.

### Concession de Moloy, Grand-Moloy et Saint-Léger-du-Bois

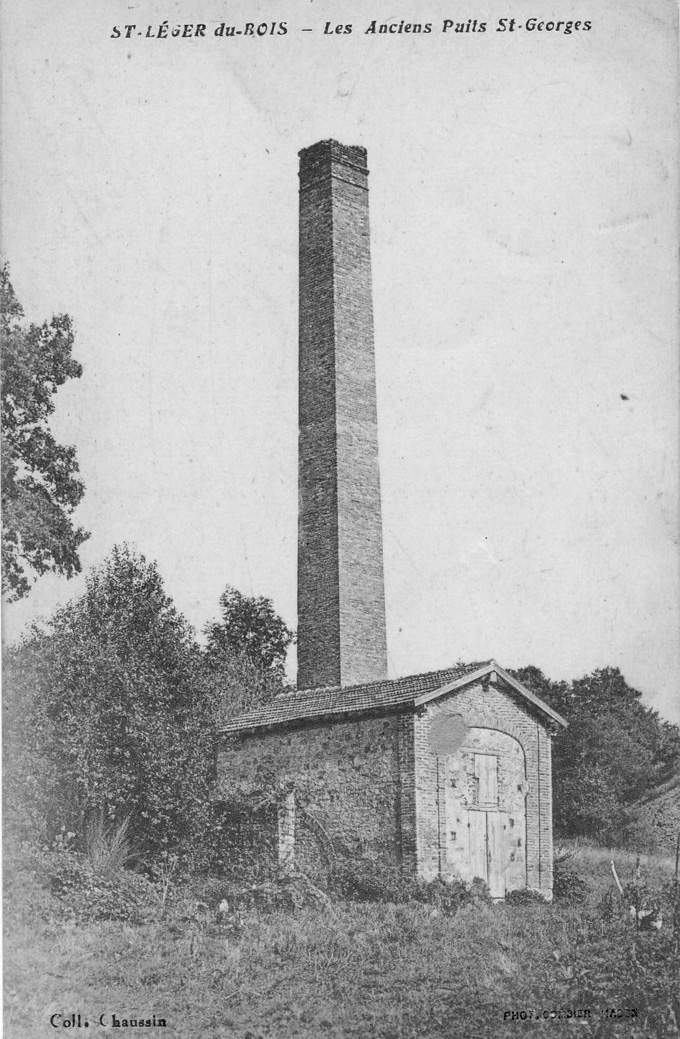
Le puits Saint-Georges désaffecté après 1900.

Cette concession exploite le schiste par différentes méthodes, telles que les chambres et piliers abandonnés, les tailles chassantes ou encore des galeries isolées. Les travaux atteignent une centaine de mètres de profondeur.
Au début du XXIe siècle, subsistent le terril et le bâtiment du treuil du puits de Saint-Georges.

Vestiges miniers.
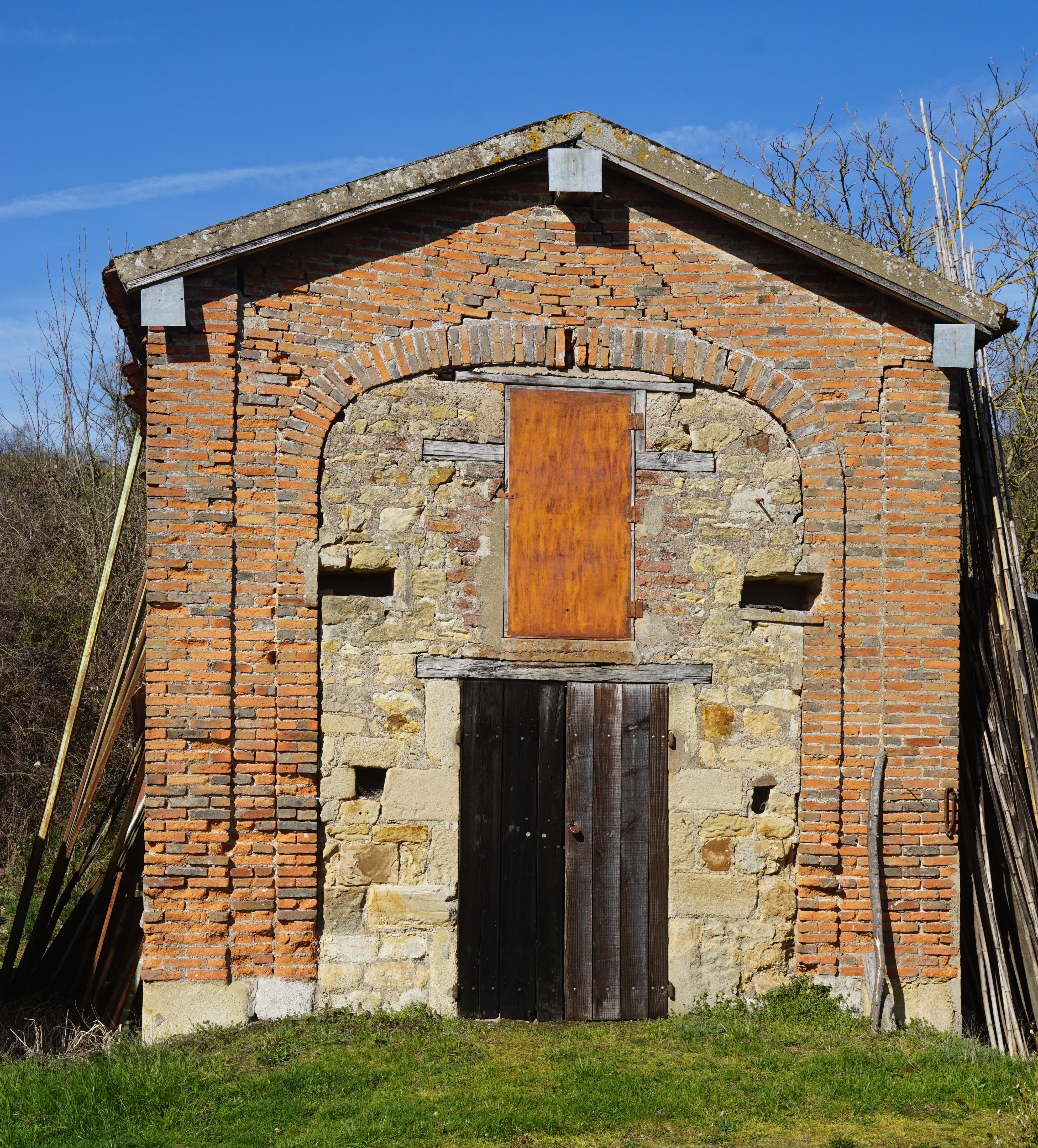
Le bâtiment du treuil du puits Saint-Georges.
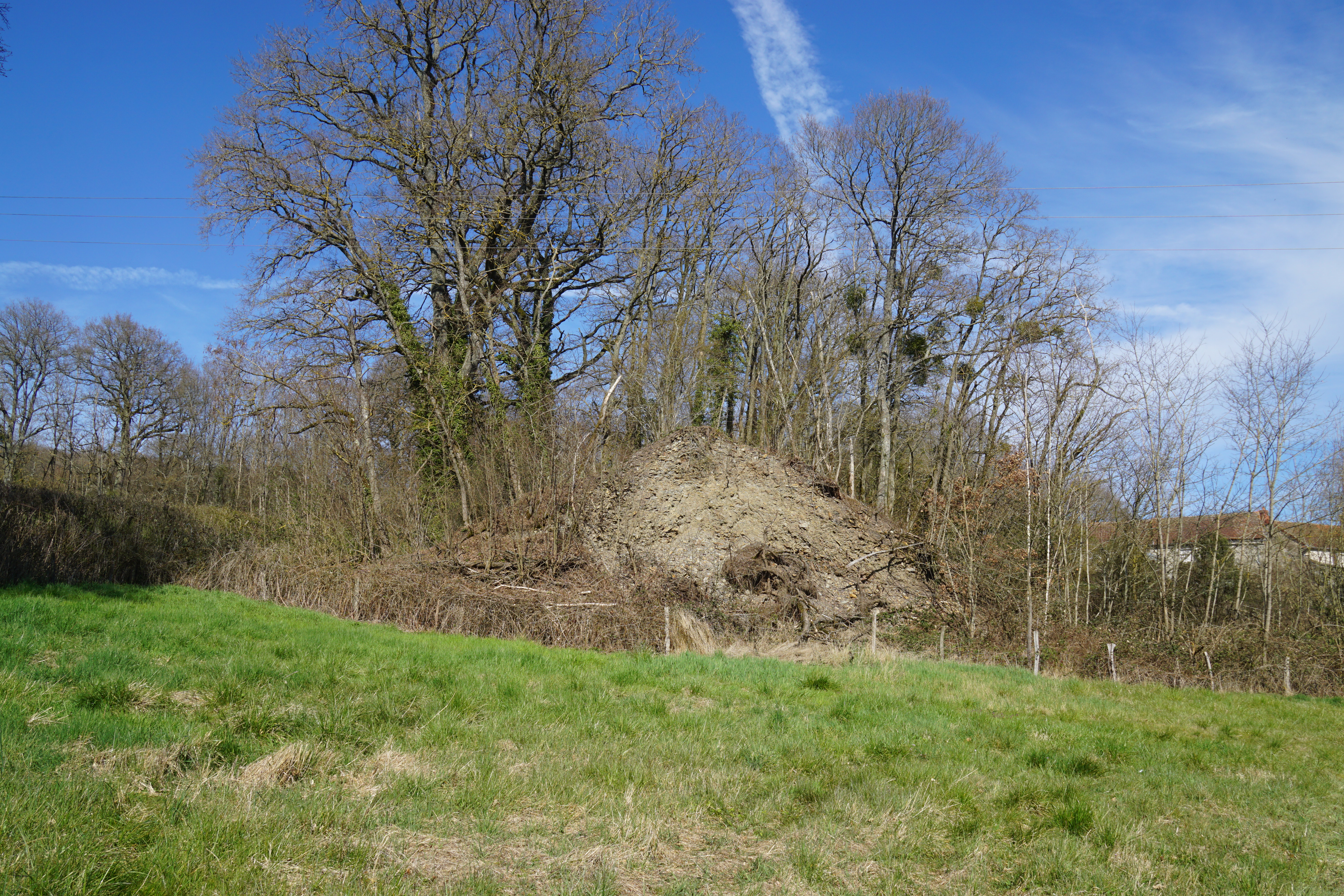
Le terril du puits Saint-Georges.
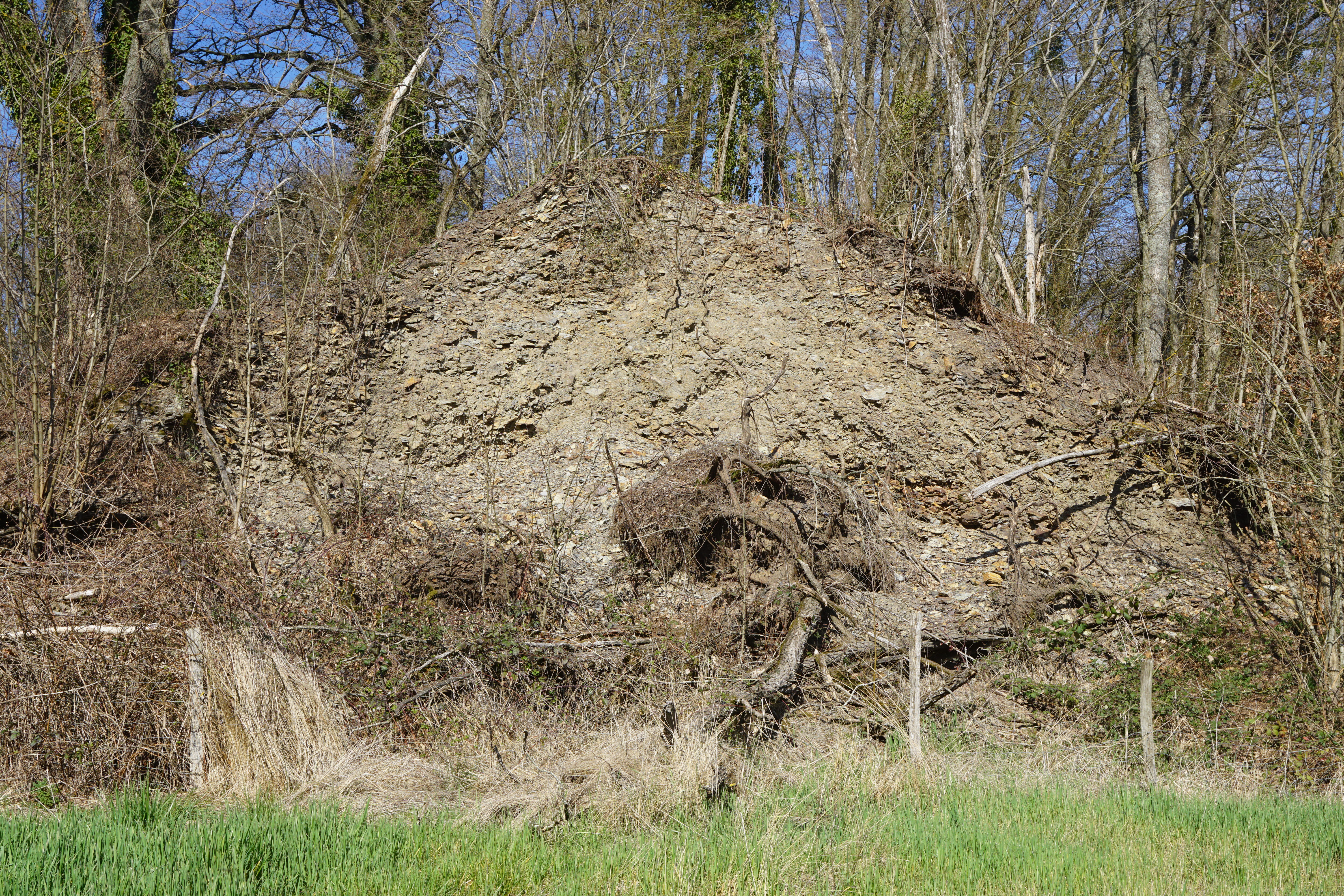
Détail.

### Concession de Champsigny et Lally
Cette concession exploite le schiste par tailles chassantes et dépilage à Saint-Léger-du-Bois, les travaux souterrains atteignent 75 mètres de profondeur.
Au début du XXIe siècle, subsistent le terril et l'emplacement du puits de Champsigny.

Vestiges miniers.
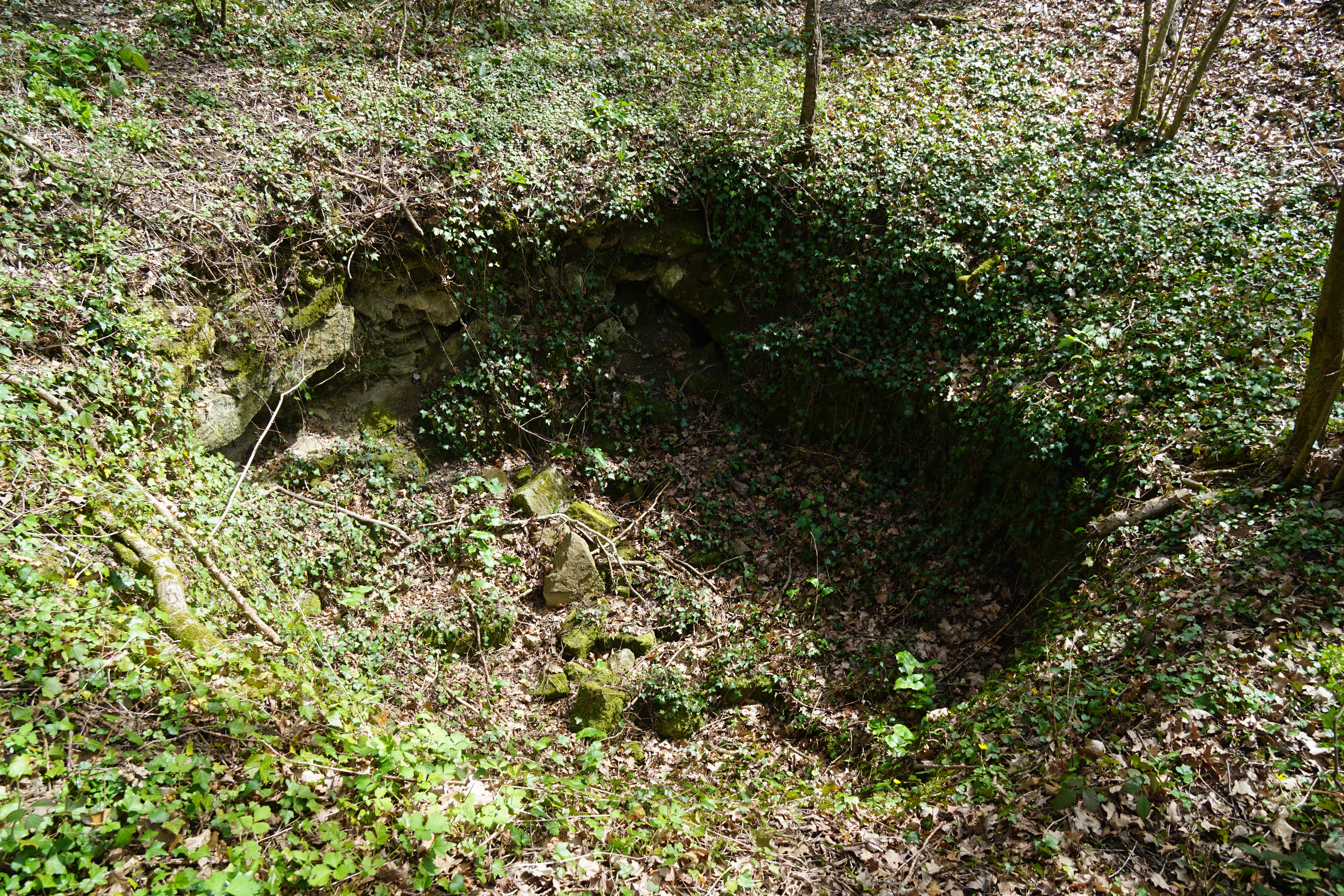
Le puits de Champsigny.
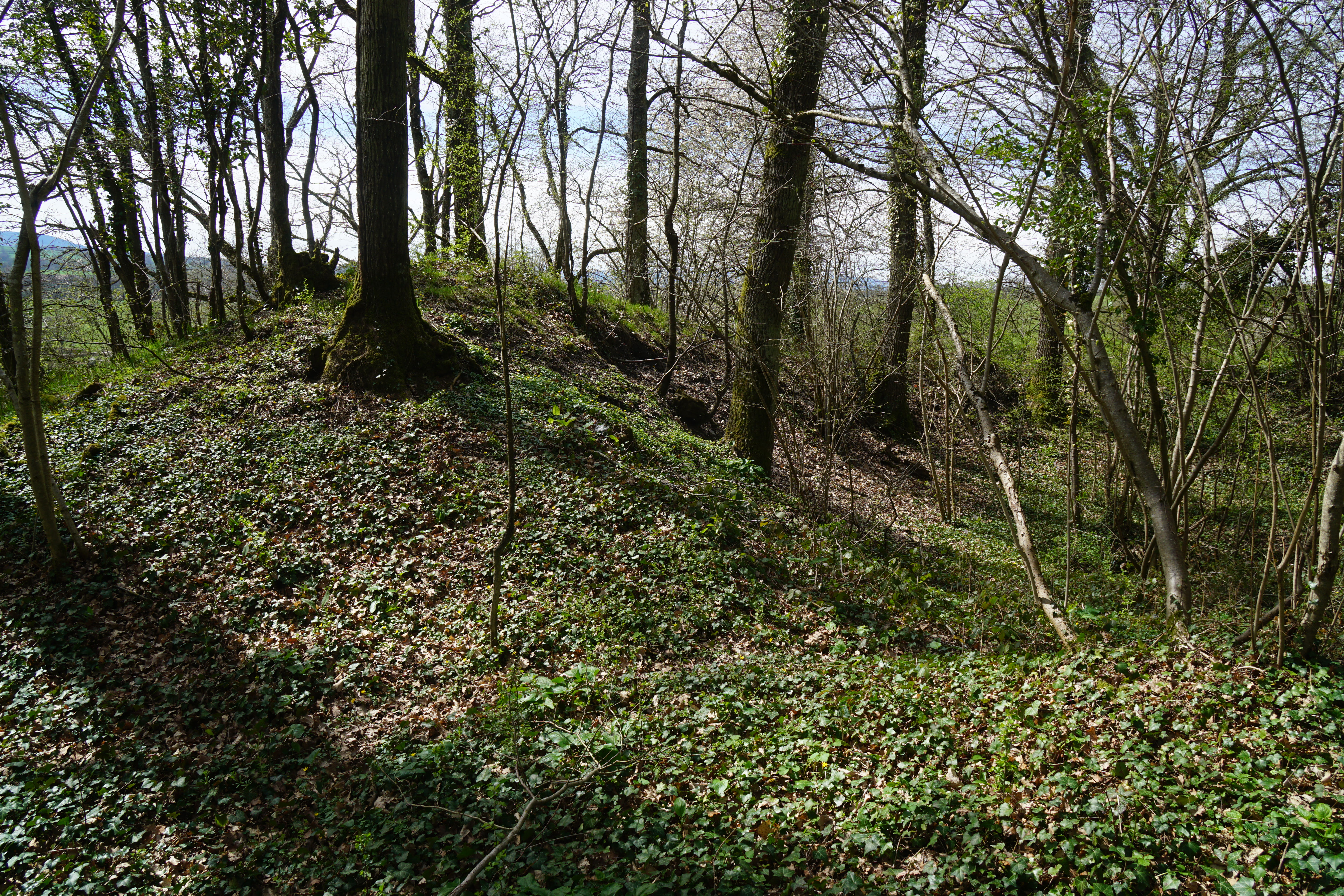
Le terril du puits de Champsigny.
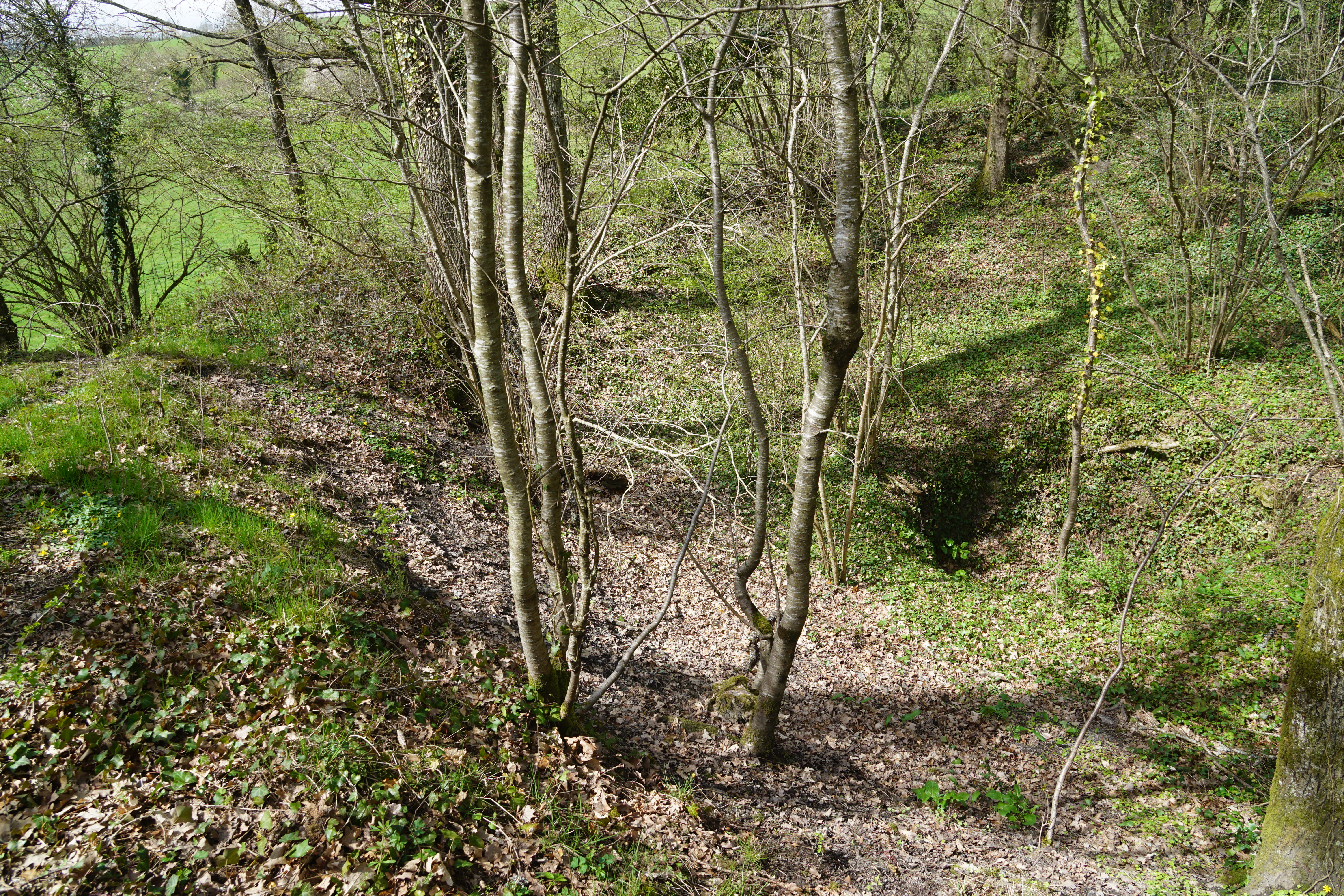
Vue d'ensemble terril et puits.

### Concession de Chevigny
Cette concession exploite le schiste sur la commune de Tavernay avec abattage par chambres et piliers abandonnées, les travaux souterrains atteignent 80 mètres de profondeur.

### Concession des Miens
Cette concession exploite le schiste par des travaux de recherches, des galeries irrégulières et des zones dépilées ou foudroyées. La mine de Ravelon est l'une des principales exploitations du gisement dans les années 1870, elle est abandonnée à la suite de la mobilisation de 1914. Les usines de Muse et des Miens sont créées dans les années 1870 et connaissent une forte activité entre 1883 et 1905.
Au début du XXIe siècle, subsistent plusieurs galeries et des vestiges des deux anciennes usines.

### Concessions de la Comaille, du Ruet et du Poisot
Ces concessions exploitent le schiste sur la commune de Tavernay avec abattage par chambres et piliers abandonnés rarement dépilés, les travaux souterrains atteignent 48 mètres de profondeur. Cinq usines de schistes fonctionnent à Tavernay au XIXe siècle. Elles sont implantées au Poizot, au bois de La Revenue, au Pont Renault, à La Marbre et enfin, la grande usine, à proximité de La Comaille. Dans cette dernière, jusqu'à 110 ouvriers ont travaillé, elle ferme définitivement en 1903. La plupart des mines et usines restent en activité pendant une vingtaine ou une trentaine d'années au maximum.
Au début du XXIe siècle, subsistent des terrils et l'emplacement du plusieurs puits.

Vestiges des mines de schiste bitumineux du Bois Saint-Romain.
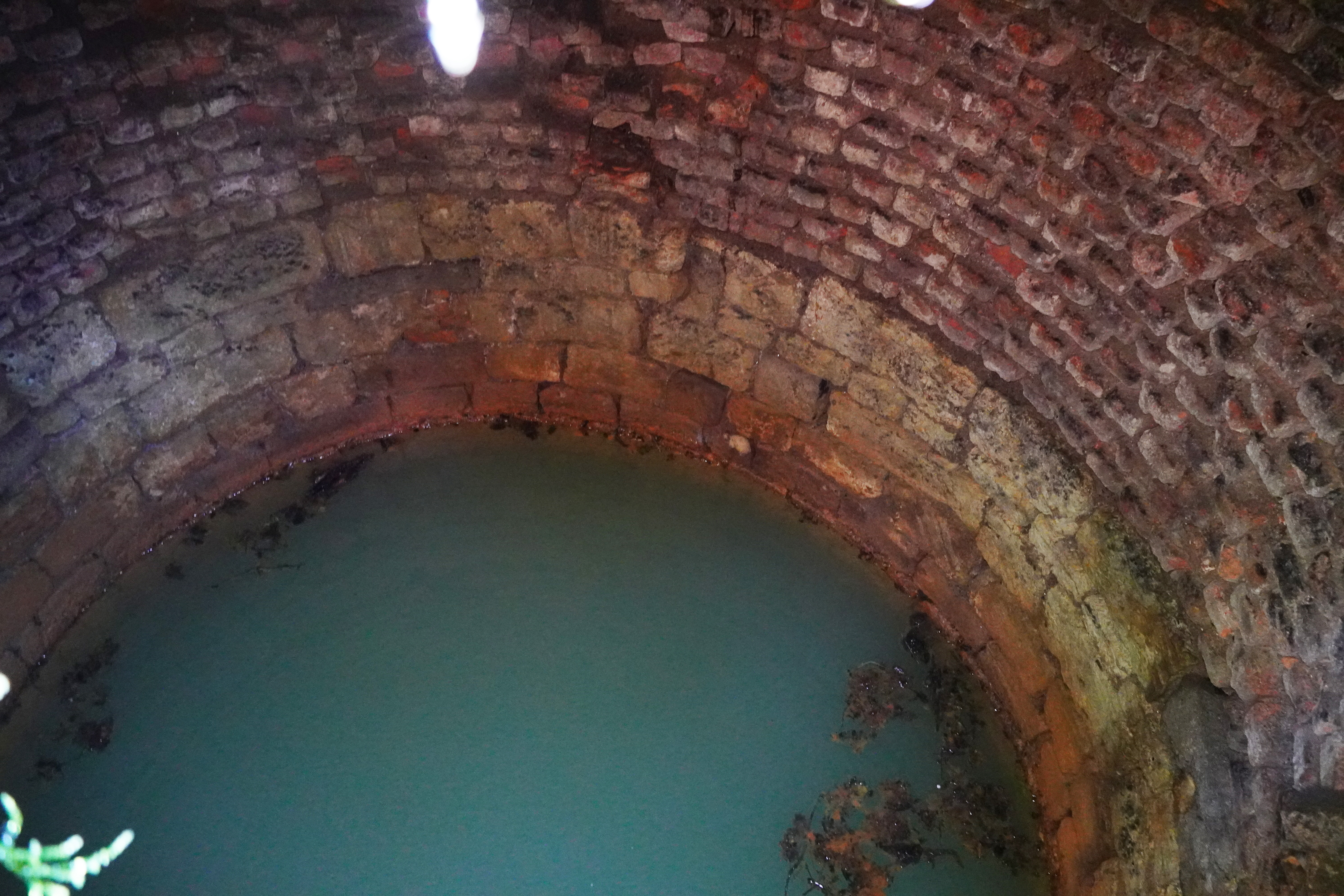
Le puits d'Esterno.
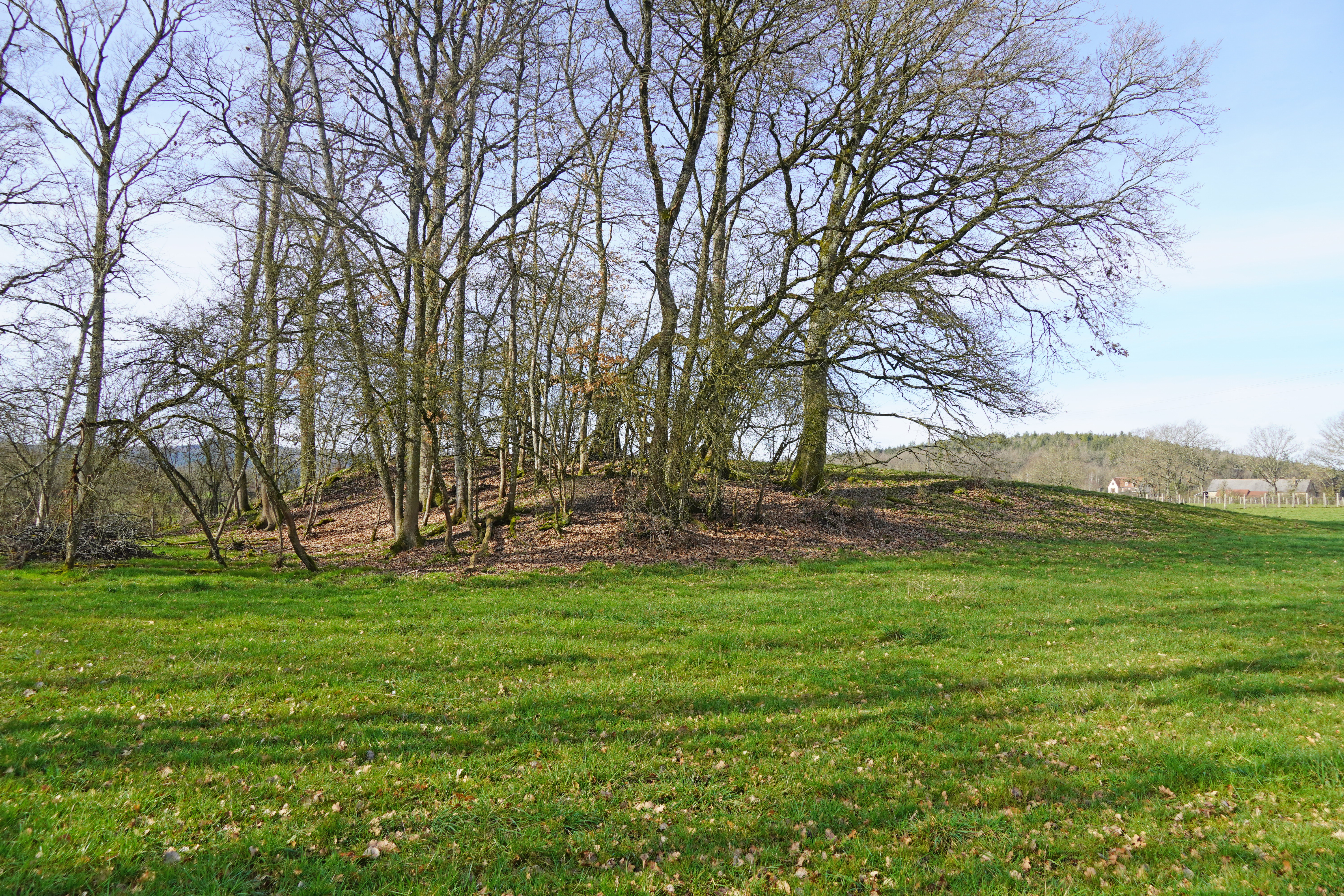
Le terril du puits d'Esterno.
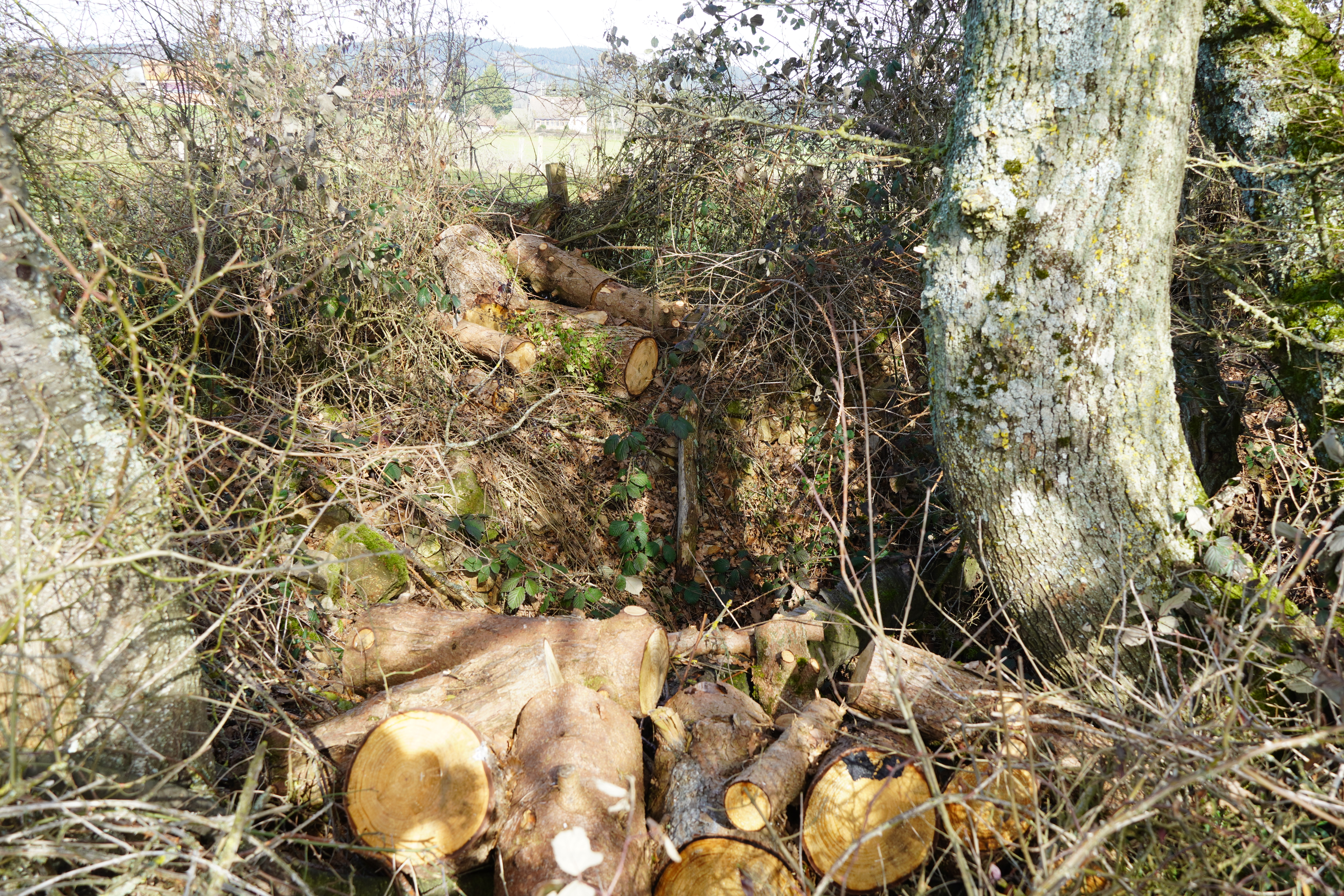
Le puits Guilloux.
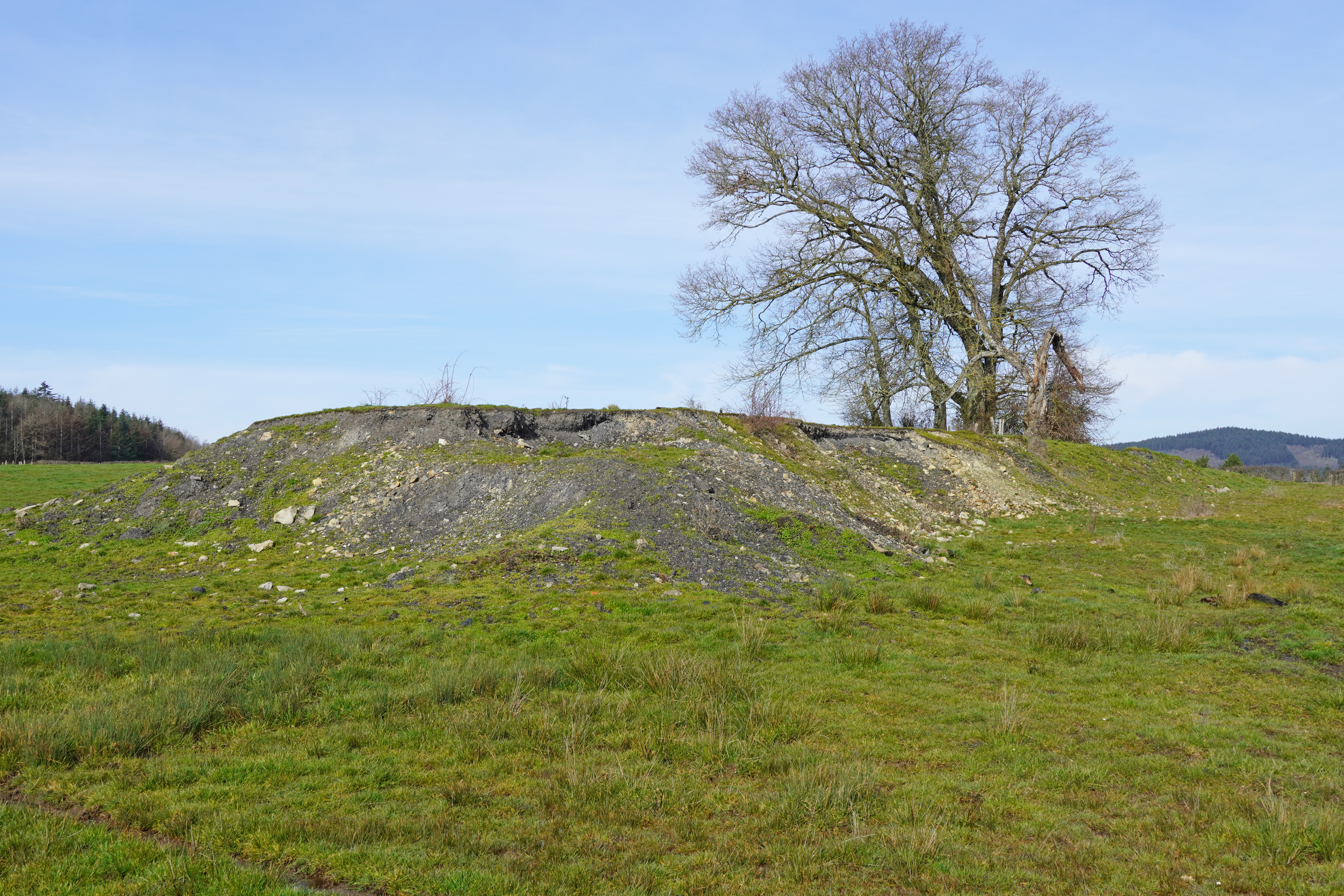
Le terril du puits Guilloux.

Vestiges des mines de schiste bitumineux de la Comaille.
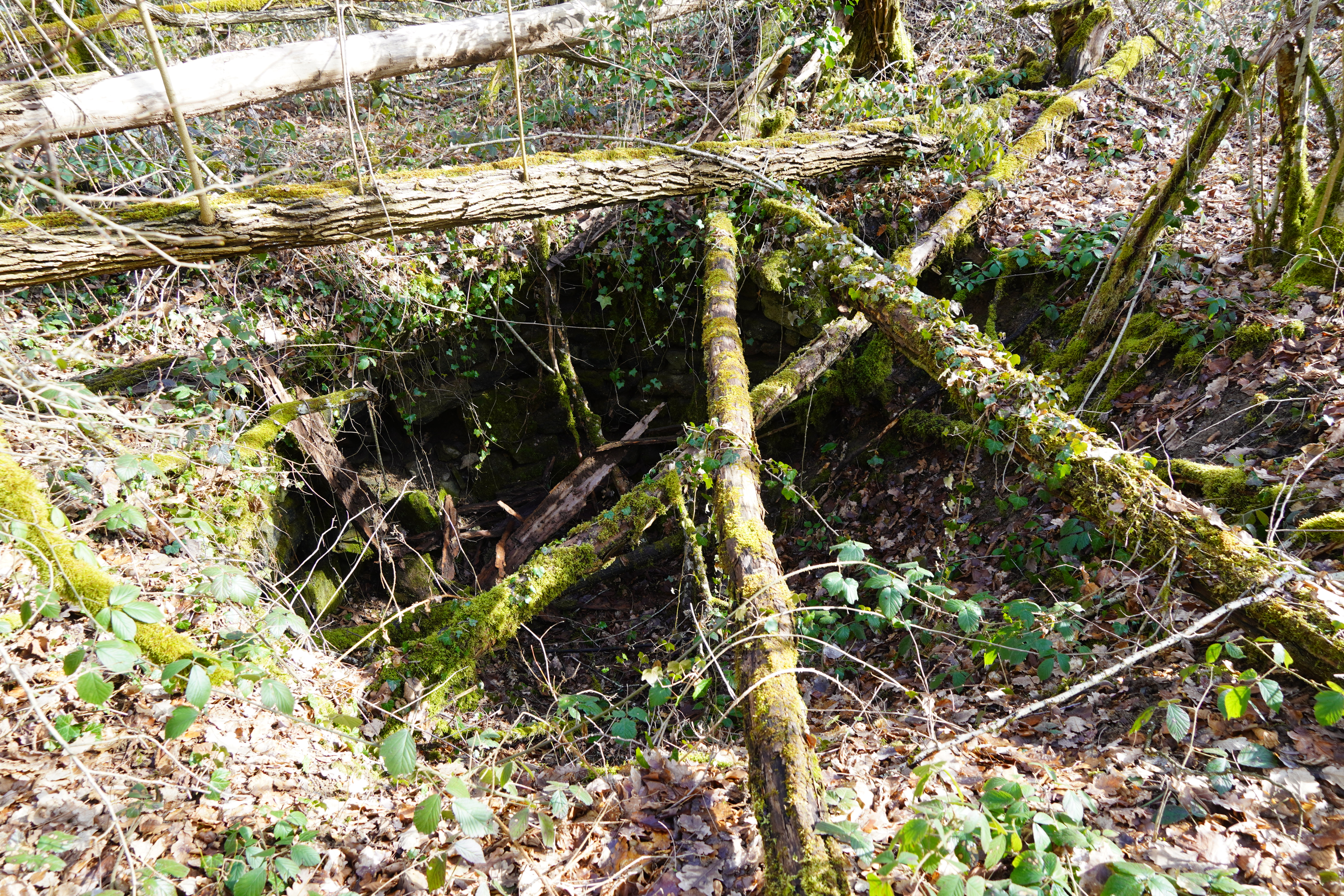
Le puits Sainte-Marie.
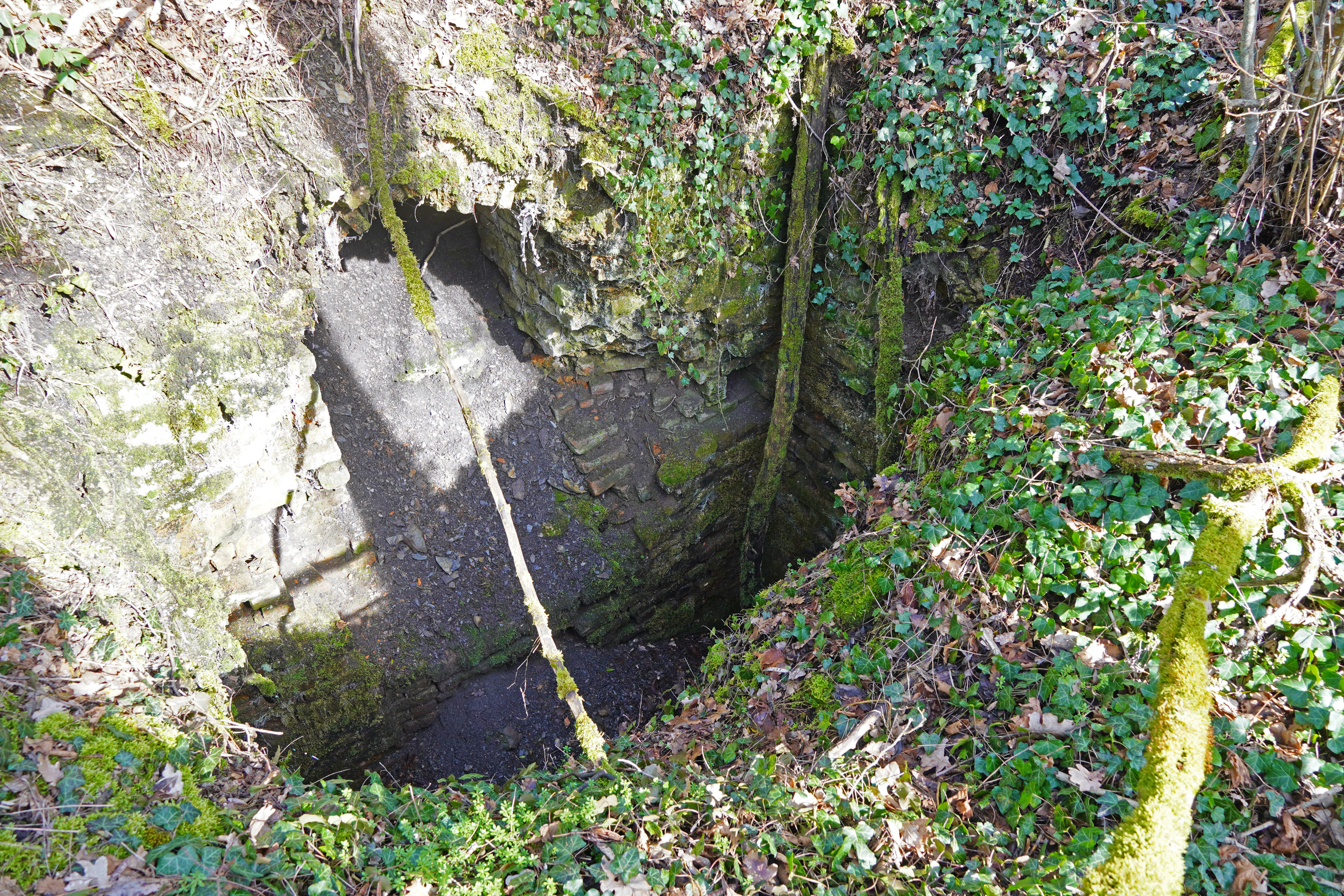
Le puits du Pré Renaud.
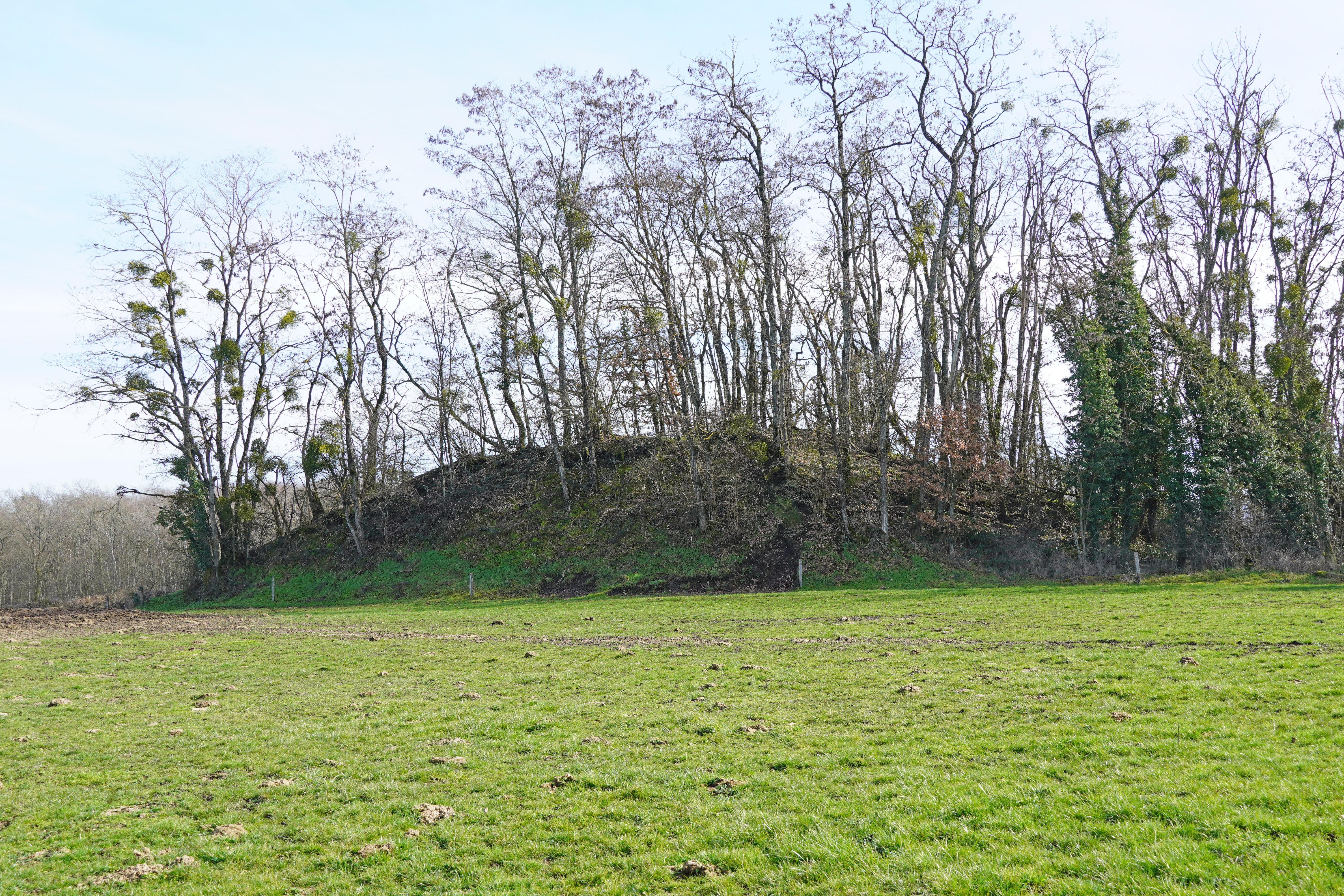
Le terril du puits du Pré Renaud.
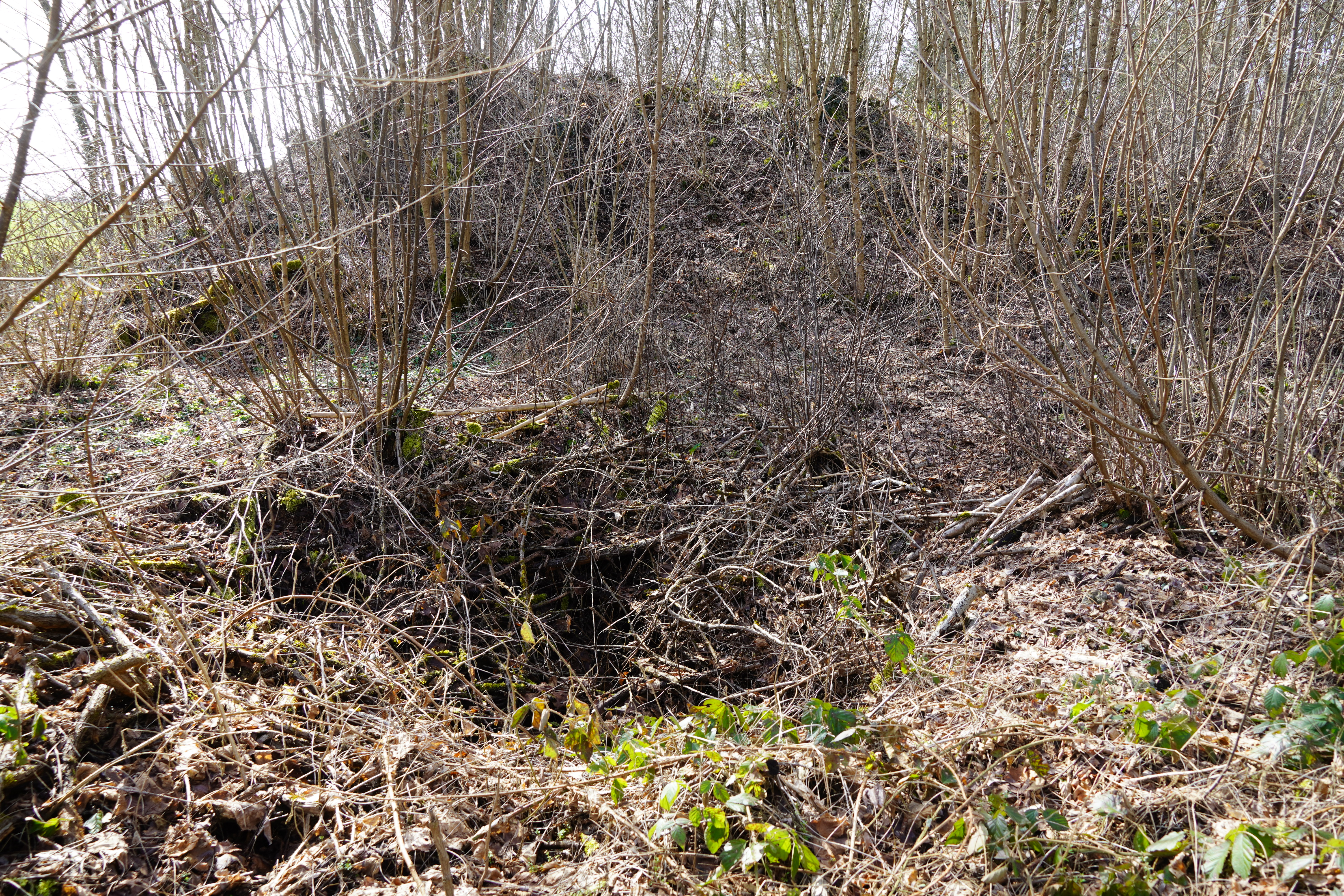
Le puits no III et son terril.

### Concessions d'Igornay et de la Petite-Chaume
Ces concessions exploitent le schiste sur la commune d'Igornay avec abattage par chambres et piliers abandonnés, les travaux souterrains atteignent 60 mètres de profondeur.
Au début du XXIe siècle, subsistent l'emplacement de puits Selligue, des affaissements et une mine à ciel ouvert.

### Concession de la Margenne
Cette concession exploite le schiste sur la commune de Monthelon avec abattage par taille chassante remblayée, les travaux souterrains atteignent 110 mètres de profondeur.
Au début du XXIe siècle, subsiste la maison Castillion, un logement ouvrier.

Usine de la Margenne.
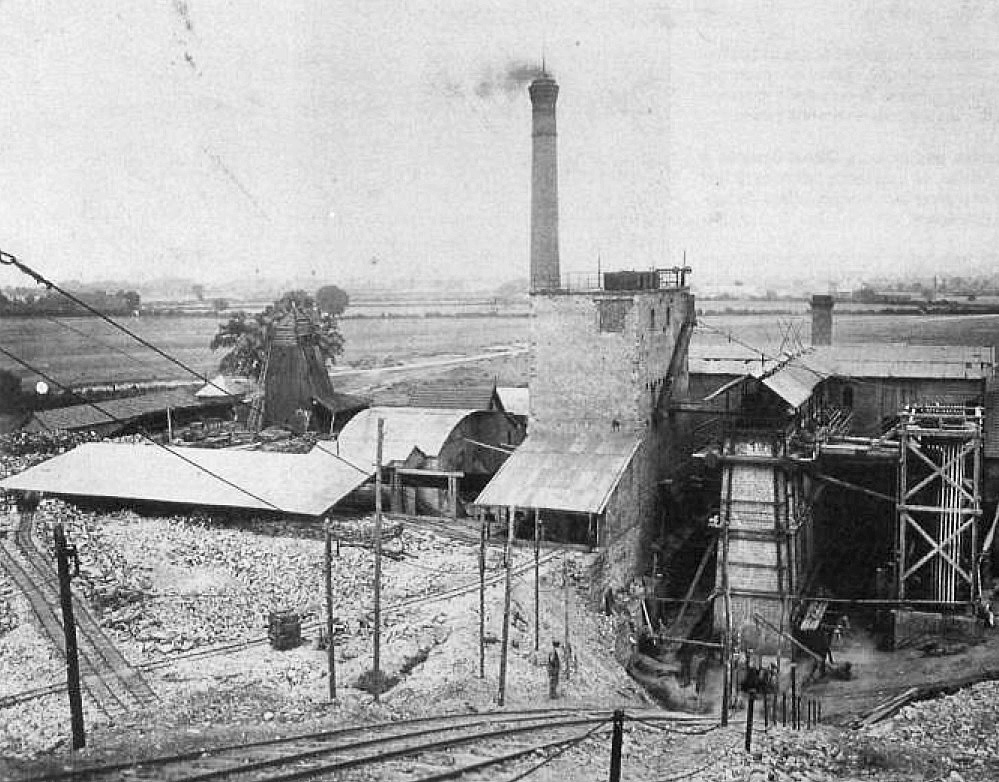
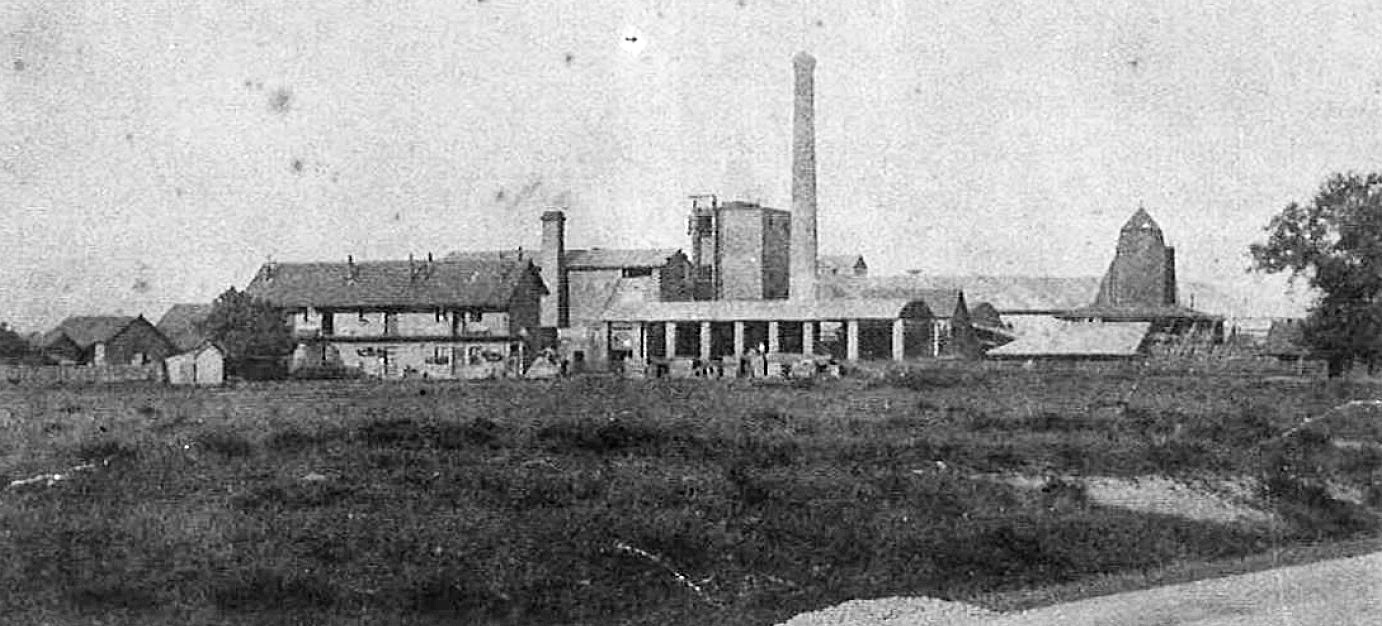

### Concession de Ravelon
Cette concession exploite le schiste sur la commune à Dracy-Saint-Loup avec abattage par chambres et piliers abandonnées, les travaux souterrains atteignent 100 mètres de profondeur. La mine de Ravelon est l'une des principales exploitations du gisement dans les années 1870, elle est abandonnée à la suite de la mobilisation de 1914.

Usine de Ravelon.
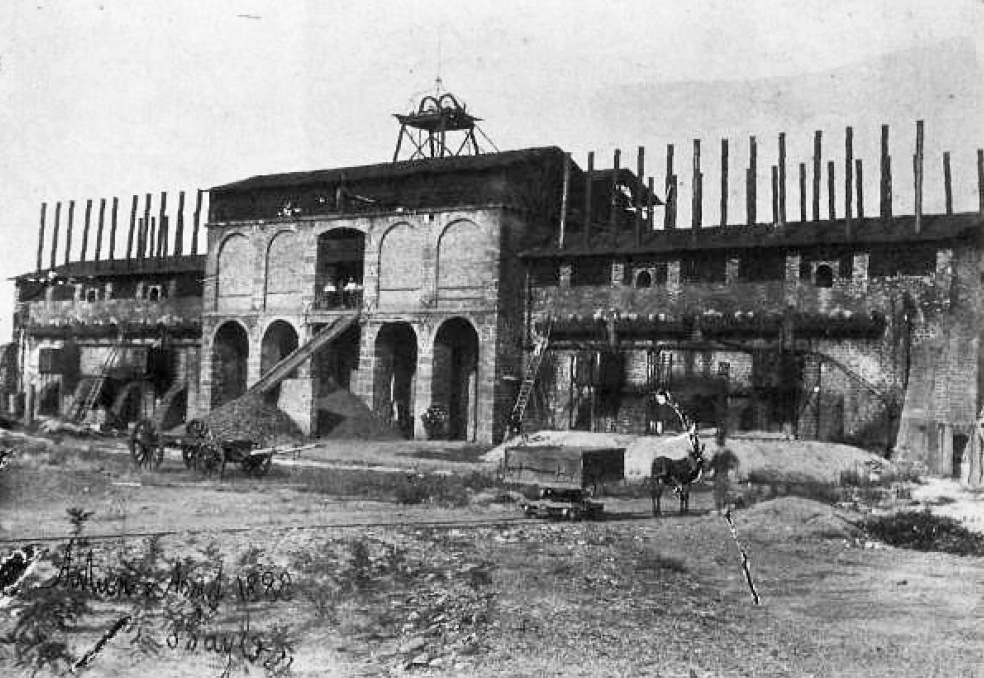
L'usine et le chevalement en 1888.
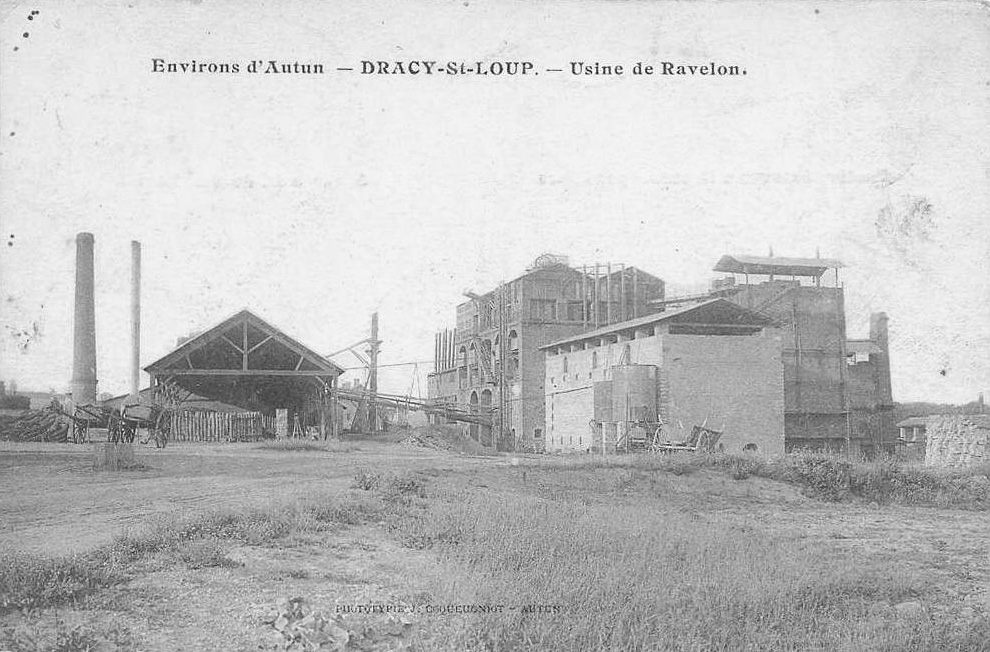
Après 1900.
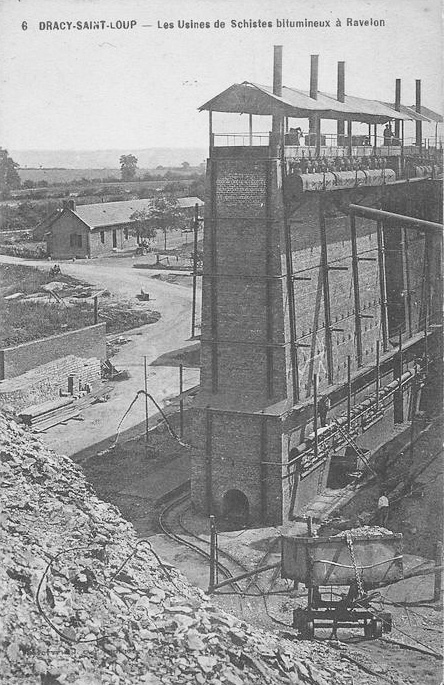
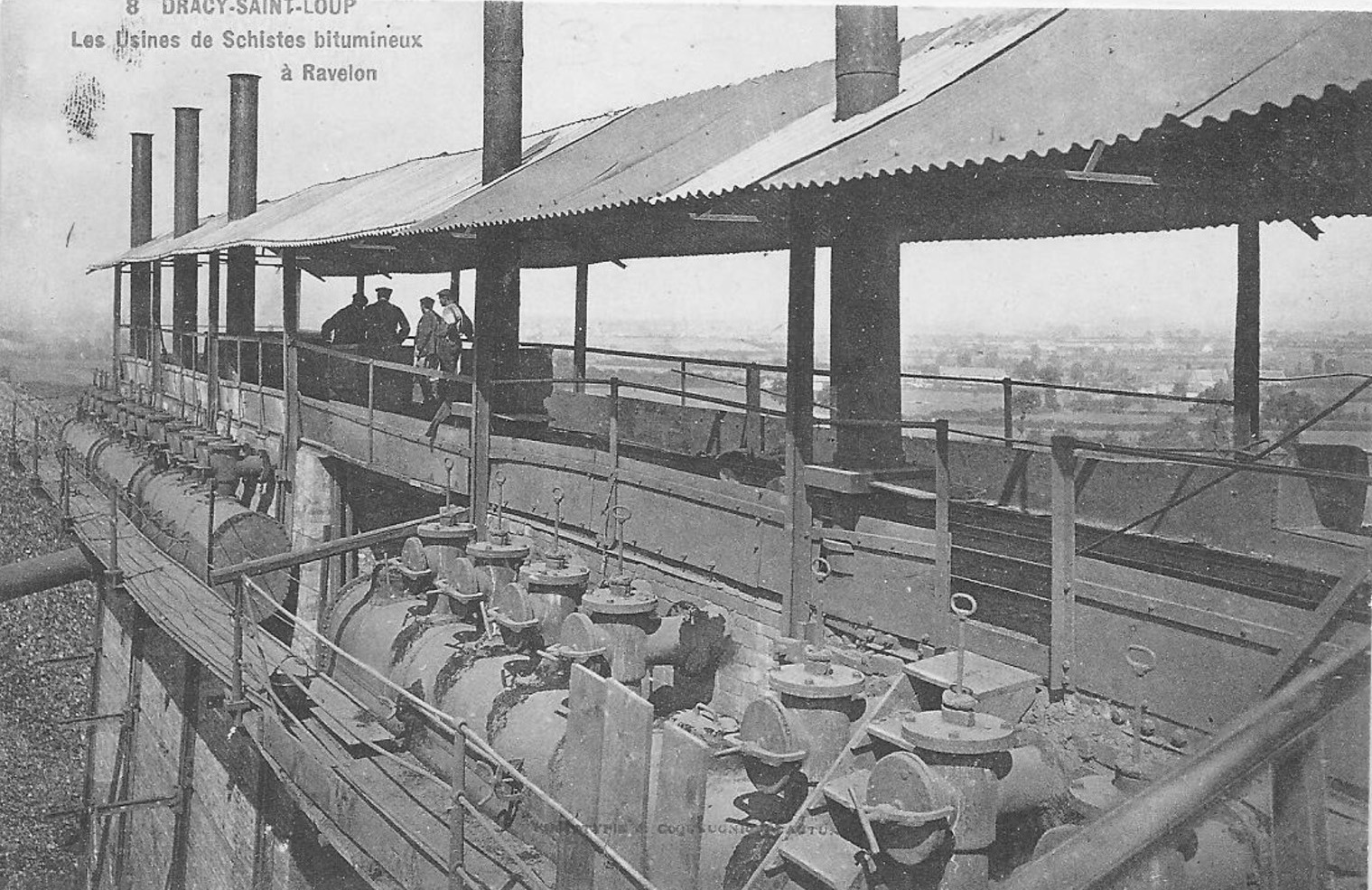

Au début du XXIe siècle, subsistent le terril de l'usine et le débouché de la descenderie de la Vesvre.

Terril de Ravelon.
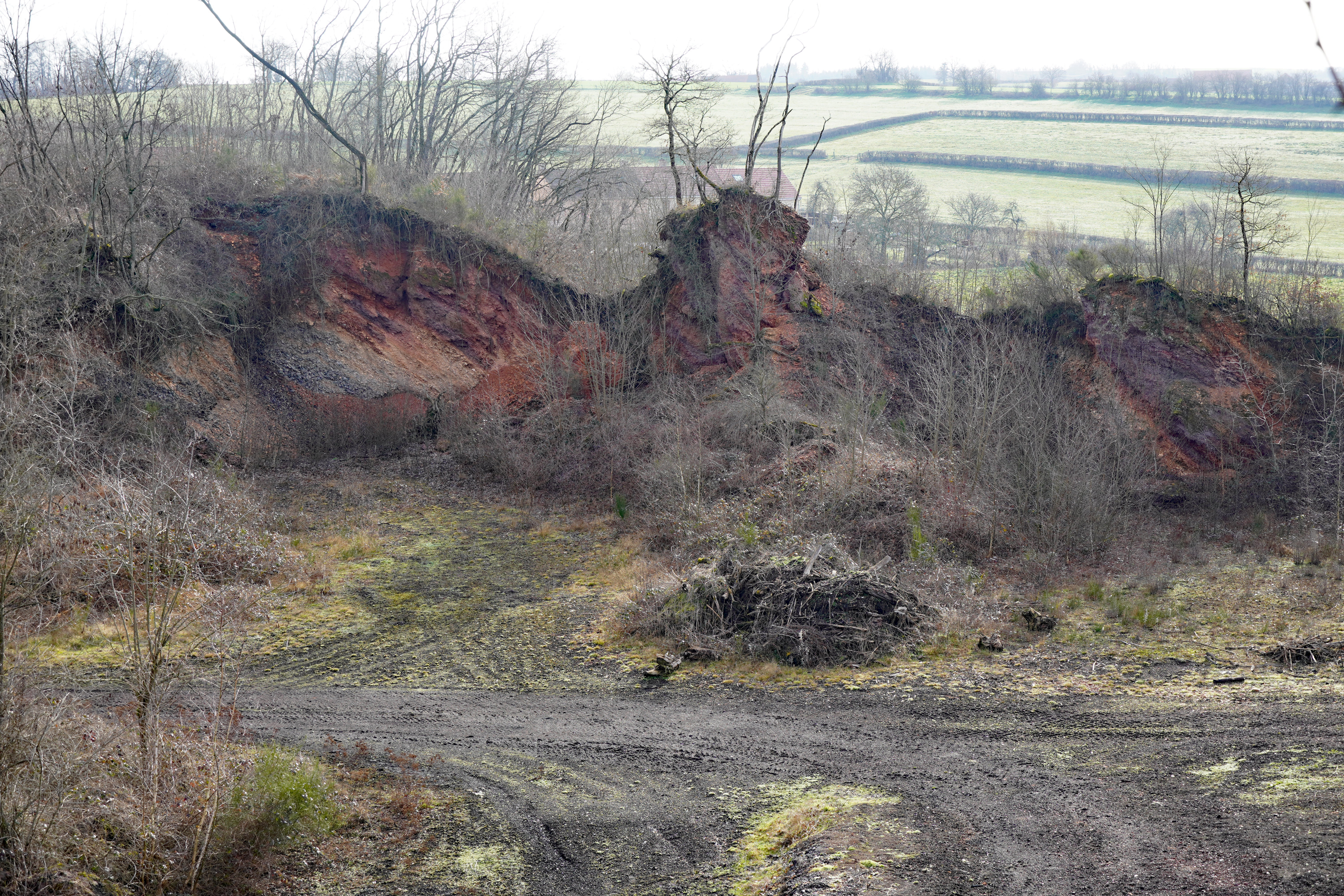
Vue générale.
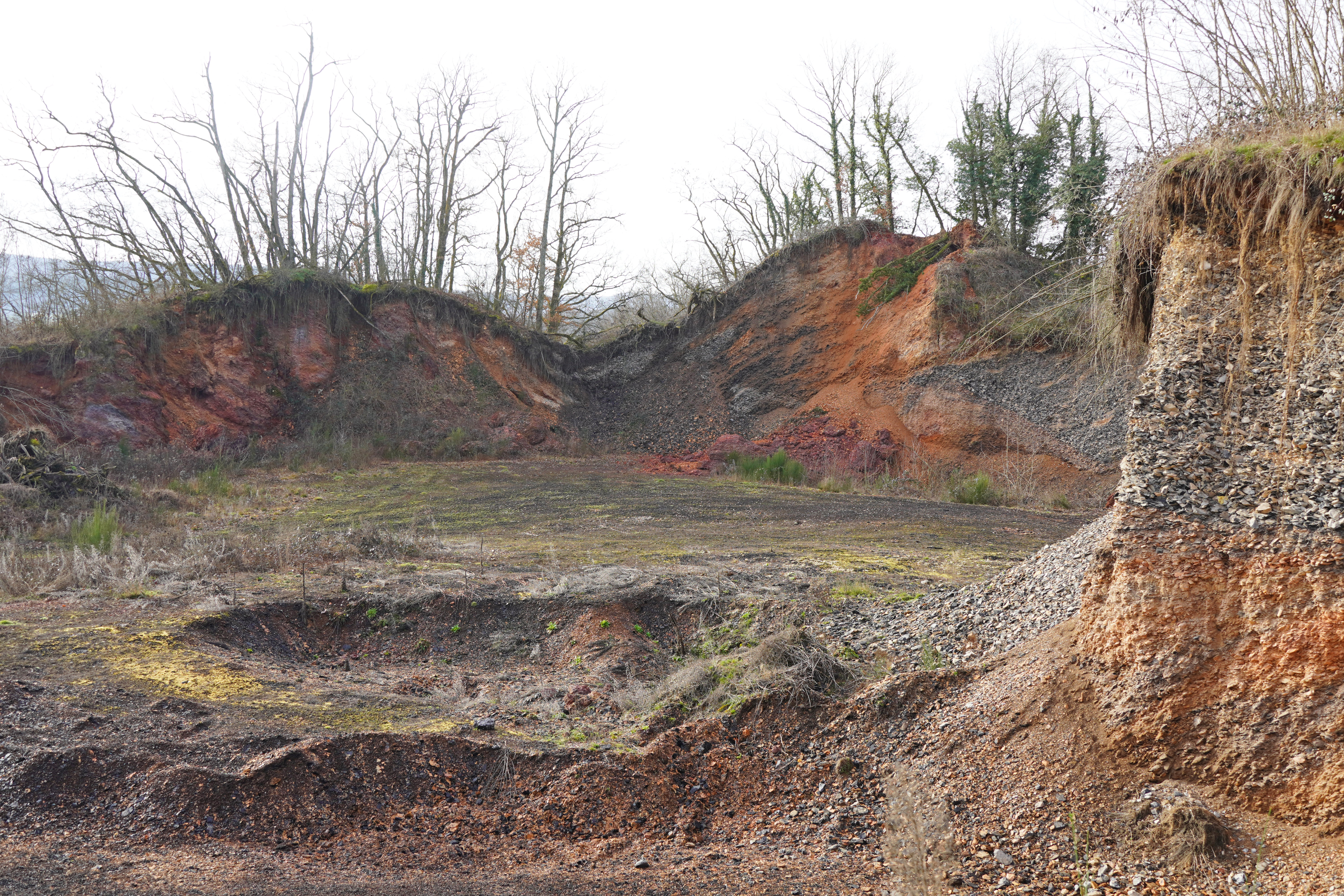
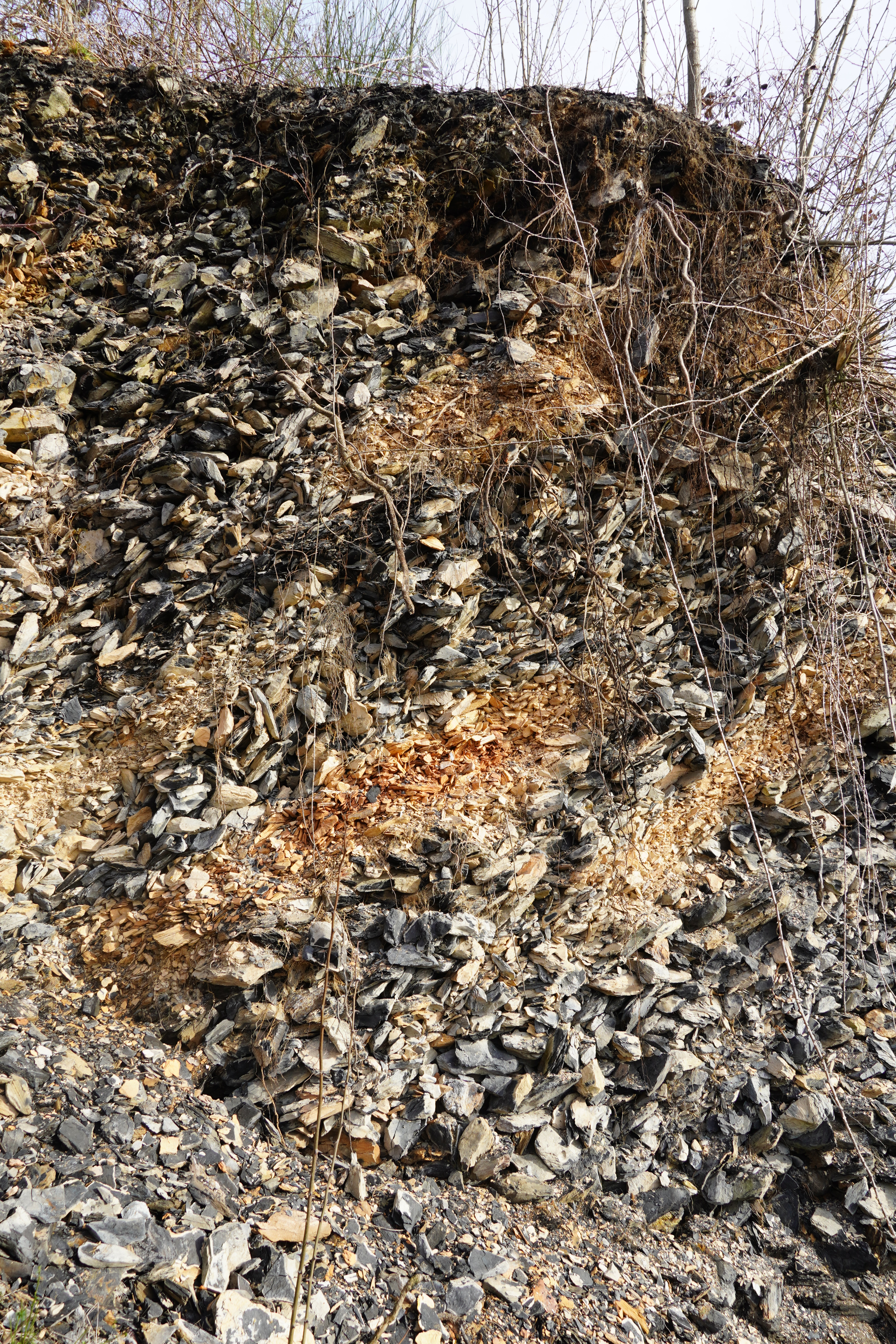
Détail des roches.
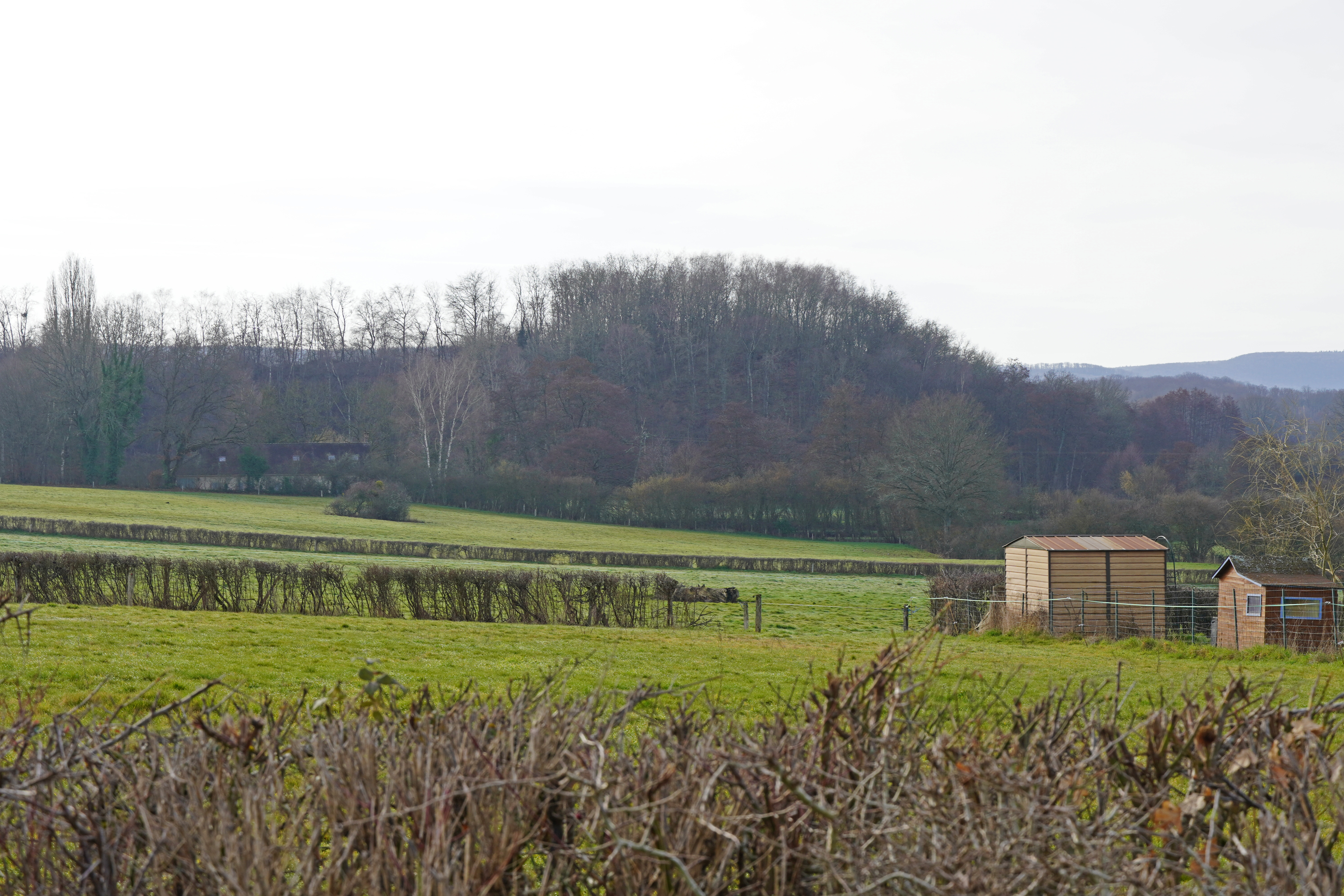
Vue éloignée.

## Production et réserves
La production totale du gisement est estimée à 13 millions de tonnes de schiste bitumineux.
Au début des années 1980, des études sont menées par Pascal Martaud, pour le BRGM, qui révèlent des réserves importantes (20 à 30 millions de tonnes). Le gisement s'étend sur une surface de 240 km2.